# Puchar Świata w skokach narciarskich 2001/2002 – Zakopane
Puchar Świata w skokach narciarskich Zakopane 2002 – zawody w skokach narciarskich przeprowadzone w ramach Pucharu Świata 2001/2002 między 18 a 20 stycznia 2002 na Wielkiej Krokwi w Zakopanem.
Rozegrane zostały dwa konkursy indywidualne na dużej skoczni. Po raz siódmy zawodnicy rywalizowali w Zakopanem o punkty do klasyfikacji generalnej Pucharu Świata.
W pierwszym konkursie zwyciężył Matti Hautamäki, a w drugim – Adam Małysz. Dwukrotnie na drugim miejscu sklasyfikowany został Sven Hannawald. Trzecią pozycję zajmowali Andreas Widhölzl (pierwszy konkurs) i Matti Hautamäki (drugi konkurs).
Po raz piąty w historii w ramach Pucharu Świata w skokach narciarskich w Zakopanem rozegrano dwa konkursy indywidualne na dużej skoczni. W 1980 roku zorganizowano po jednym konkursie na normalnej i dużej skoczni, natomiast w 1990 jeden konkurs na dużej skoczni.
Do zawodów zostało zgłoszonych 73 zawodników z 16 narodowych reprezentacji. Najstarszym uczestnikiem był reprezentant Czech, Jaroslav Sakala (32 lata i 188 dni), a najmłodszym Białorusin, Aleksandr Swietłow (17 lat i 285 dni).

## Przed zawodami

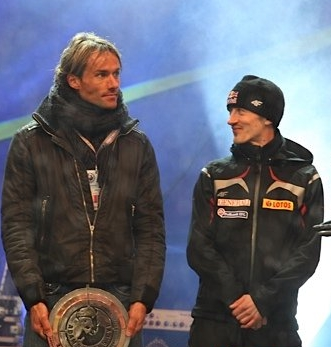
Sven Hannawald i Adam Małysz, wicelider i lider klasyfikacji generalnej Pucharu Świata przed konkursami w Zakopanem

Przed zawodami Pucharu Świata w Zakopanem rozegrano 16 konkursów – 14 indywidualnych i 2 drużynowe. Liderem klasyfikacji generalnej PŚ był Adam Małysz. Reprezentant Polski zgromadził 1074 punkty i o 175 punktów wyprzedzał drugiego Svena Hannawalda. Trzecią pozycję zajmował Matti Hautamäki z wynikiem 611 punktów. W klasyfikacji Pucharu Narodów prowadzili Niemcy przed Austrią i Finlandią.
W rozegranych przed konkursami w Zakopanem zawodach PŚ wygrywali: sześciokrotnie – Adam Małysz i Sven Hannawald, a po jednym razie – Risto Jussilainen i Stephan Hocke.
W dniach od 30 grudnia 2001 do 6 stycznia 2002 rozegrano 50. Turniej Czterech Skoczni. Jego triumfatorem został Sven Hannawald. Reprezentant Niemiec został pierwszym skoczkiem w historii, który zwyciężył we wszystkich czterech konkursach w ramach jednej edycji turnieju. Druga lokata w turnieju przypadła Mattiemu Hautamäkiemu, a trzecia – Martinowi Höllwarthowi. Uznawany przed rozpoczęciem zmagań za faworyta turnieju, Adam Małysz ukończył cykl na czwartym miejscu.
W ostatnich konkursach przed PŚ w Zakopanem, w Willingen (12–13 stycznia) triumfowali Sven Hannawald i reprezentacja Austrii. W konkursie indywidualnym reprezentant Niemiec okazał się lepszy od Finów – Mattiego Hautamäkiego i Veli-Matti Lindströma. W zawodach drużynowych zwyciężyła Austria przed Finlandią i Niemcami.

### Klasyfikacja Pucharu Świata przed konkursami w Zakopanem
| Klasyfikacja PŚ przed konkursami w Zakopanem | Klasyfikacja PŚ przed konkursami w Zakopanem | Klasyfikacja PŚ przed konkursami w Zakopanem | Klasyfikacja PŚ przed konkursami w Zakopanem | Klasyfikacja PŚ przed konkursami w Zakopanem |
| Miejsce                                      | Zawodnik                                     | Państwo                                      | Punkty                                       | Strata do lidera                             |
| -------------------------------------------- | -------------------------------------------- | -------------------------------------------- | -------------------------------------------- | -------------------------------------------- |
| 1.                                           | Adam Małysz                                  | Polska                                       | 1074                                         | –                                            |
| 2.                                           | Sven Hannawald                               | Niemcy                                       | 899                                          | 175                                          |
| 3.                                           | Matti Hautamäki                              | Finlandia                                    | 611                                          | 463                                          |
| 4.                                           | Martin Höllwarth                             | Austria                                      | 575                                          | 499                                          |
| 5.                                           | Andreas Widhölzl                             | Austria                                      | 505                                          | 569                                          |
| 6.                                           | Stephan Hocke                                | Niemcy                                       | 457                                          | 617                                          |
| 7.                                           | Martin Schmitt                               | Niemcy                                       | 444                                          | 630                                          |
| 8.                                           | Simon Ammann                                 | Szwajcaria                                   | 402                                          | 672                                          |
| 9.                                           | Andreas Goldberger                           | Austria                                      | 360                                          | 714                                          |
| 10.                                          | Risto Jussilainen                            | Finlandia                                    | 342                                          | 732                                          |
| 11.                                          | Kazuyoshi Funaki                             | Japonia                                      | 328                                          | 746                                          |
| 12.                                          | Martin Koch                                  | Austria                                      | 259                                          | 815                                          |
| 12.                                          | Roberto Cecon                                | Włochy                                       | 259                                          | 815                                          |
| 14.                                          | Stefan Horngacher                            | Austria                                      | 239                                          | 835                                          |
| 15.                                          | Alan Alborn                                  | Stany Zjednoczone                            | 203                                          | 871                                          |
| 16.                                          | Veli-Matti Lindström                         | Finlandia                                    | 200                                          | 874                                          |
| 17.                                          | Peter Žonta                                  | Słowenia                                     | 185                                          | 889                                          |
| 18.                                          | Hideharu Miyahira                            | Japonia                                      | 177                                          | 897                                          |
| 19.                                          | Walerij Kobielew                             | Rosja                                        | 176                                          | 898                                          |
| 20.                                          | Jakub Janda                                  | Czechy                                       | 141                                          | 933                                          |
| 21.                                          | Christof Duffner                             | Niemcy                                       | 134                                          | 940                                          |
| 22.                                          | Janne Ahonen                                 | Finlandia                                    | 133                                          | 941                                          |
| 22.                                          | Jussi Hautamäki                              | Finlandia                                    | 133                                          | 941                                          |
| 24.                                          | Andreas Küttel                               | Szwajcaria                                   | 126                                          | 948                                          |
| 25.                                          | Toni Nieminen                                | Finlandia                                    | 124                                          | 950                                          |
| 26.                                          | Robert Kranjec                               | Słowenia                                     | 121                                          | 953                                          |
| 27.                                          | Noriaki Kasai                                | Japonia                                      | 109                                          | 965                                          |
| 28.                                          | Georg Späth                                  | Niemcy                                       | 108                                          | 966                                          |
| 29.                                          | Hiroki Yamada                                | Japonia                                      | 106                                          | 968                                          |
| 30.                                          | Damjan Fras                                  | Słowenia                                     | 104                                          | 970                                          |
| 31.                                          | Tami Kiuru                                   | Finlandia                                    | 87                                           | 987                                          |
| 32.                                          | Michael Uhrmann                              | Niemcy                                       | 84                                           | 990                                          |
| 33.                                          | Primož Peterka                               | Słowenia                                     | 83                                           | 991                                          |
| 34.                                          | Roar Ljøkelsøy                               | Norwegia                                     | 82                                           | 992                                          |
| 35.                                          | Masahiko Harada                              | Japonia                                      | 73                                           | 1001                                         |
| 36.                                          | Alexander Herr                               | Niemcy                                       | 72                                           | 1002                                         |
| 37.                                          | Ildar Fatkullin                              | Rosja                                        | 67                                           | 1007                                         |
| 38.                                          | Tommy Ingebrigtsen                           | Norwegia                                     | 66                                           | 1008                                         |
| 39.                                          | Nicolas Dessum                               | Francja                                      | 61                                           | 1013                                         |
| 40.                                          | Clint Jones                                  | Stany Zjednoczone                            | 51                                           | 1023                                         |
| 41.                                          | Anders Bardal                                | Norwegia                                     | 44                                           | 1030                                         |
| 42.                                          | Kazuya Yoshioka                              | Japonia                                      | 43                                           | 1031                                         |
| 43.                                          | Janne Happonen                               | Finlandia                                    | 25                                           | 2049                                         |
| 44.                                          | Wolfgang Loitzl                              | Austria                                      | 24                                           | 1050                                         |
| 45.                                          | Dirk Else                                    | Niemcy                                       | 23                                           | 1051                                         |
| 46.                                          | Janne Ylijärvi                               | Finlandia                                    | 21                                           | 1053                                         |
| 47.                                          | Michal Doležal                               | Czechy                                       | 20                                           | 1054                                         |
| 48.                                          | Manuel Fettner                               | Austria                                      | 19                                           | 1055                                         |
| 49.                                          | Lassi Huuskonen                              | Finlandia                                    | 15                                           | 1059                                         |
| 50.                                          | Ville Kantee                                 | Finlandia                                    | 13                                           | 1061                                         |
| 51.                                          | Robert Mateja                                | Polska                                       | 9                                            | 1065                                         |
| 51.                                          | Igor Medved                                  | Słowenia                                     | 9                                            | 1065                                         |
| 51.                                          | Kristoffer Jåfs                              | Szwecja                                      | 9                                            | 1065                                         |
| 54.                                          | Frank Löffler                                | Niemcy                                       | 8                                            | 1066                                         |
| 54.                                          | Tomasz Pochwała                              | Polska                                       | 8                                            | 1066                                         |
| 56.                                          | Tomisław Tajner                              | Polska                                       | 7                                            | 1067                                         |
| 57.                                          | Sylvain Freiholz                             | Szwajcaria                                   | 6                                            | 1068                                         |
| 57.                                          | Stanisław Filimonow                          | Kazachstan                                   | 6                                            | 1068                                         |
| 57.                                          | Emmanuel Chedal                              | Francja                                      | 6                                            | 1068                                         |
| 60.                                          | Rok Benkovič                                 | Słowenia                                     | 5                                            | 1069                                         |
| 60.                                          | Pekka Salminen                               | Finlandia                                    | 5                                            | 1069                                         |
| 62.                                          | Wojciech Skupień                             | Polska                                       | 4                                            | 1070                                         |
| 63.                                          | Jörg Ritzerfeld                              | Niemcy                                       | 3                                            | 1071                                         |
| 64.                                          | Rémi Santiago                                | Francja                                      | 2                                            | 1072                                         |
| 65.                                          | Hansjörg Jäkle                               | Niemcy                                       | 1                                            | 1073                                         |
| 65.                                          | Choi Heung-chul                              | Korea Południowa                             | 1                                            | 1073                                         |

### Organizacja zawodów

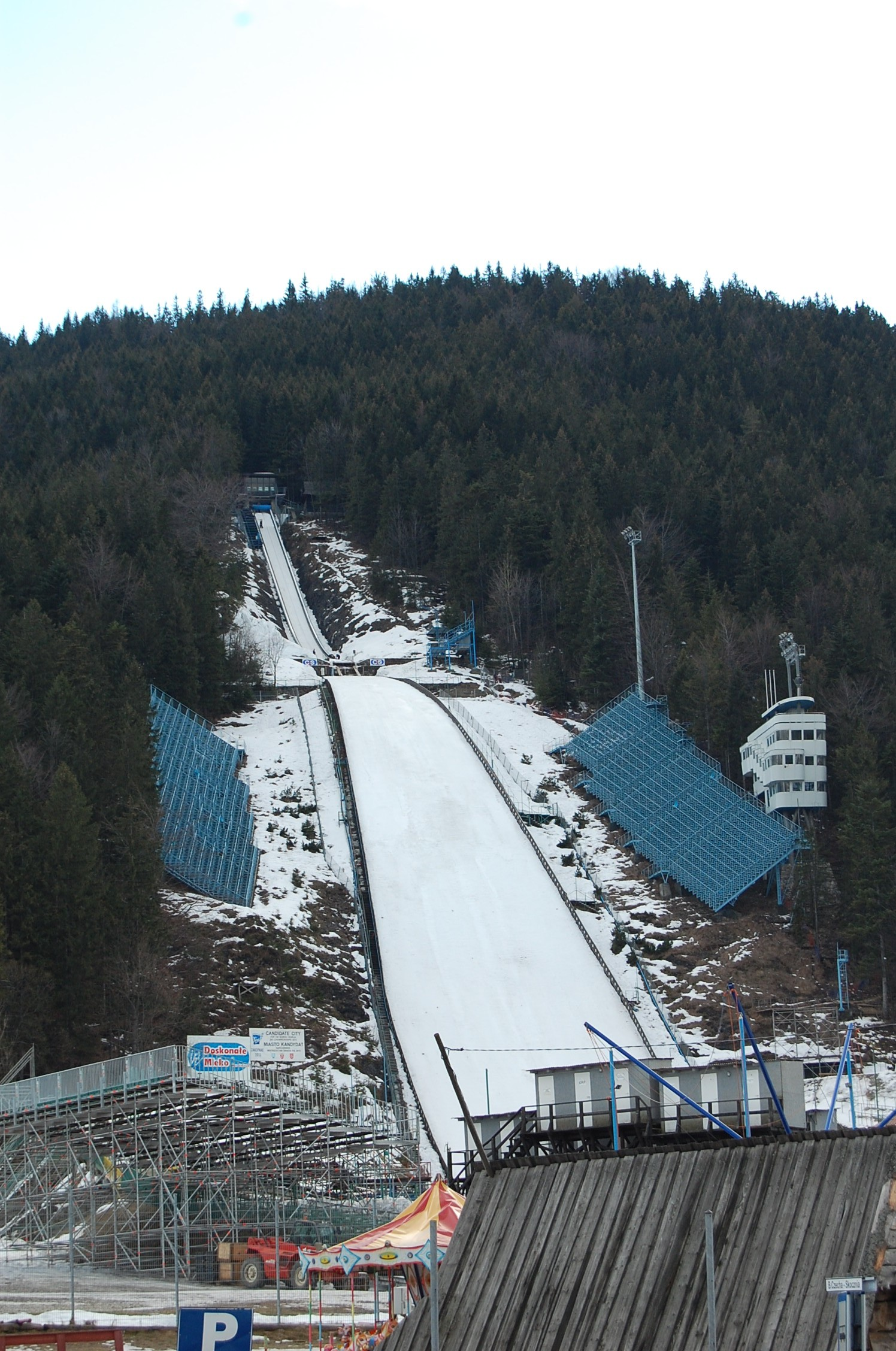
Wielka Krokiew w Zakopanem

Po raz pierwszy zawody PŚ miały zostać rozegrane na zmodernizowanej Wielkiej Krokwi. Skocznia została przebudowana przed Zimową Uniwersjadą 2001. W ramach modernizacji przesunięto punkt konstrukcyjny ze 116. na 120. metr i punkt jury ze 128. na 134. metr.
Na każdy z dwóch konkursów organizatorzy przygotowali po 40 tysięcy biletów, z czego połowa była dostępna w przedsprzedaży. Cena wejściówki na oba konkursy wynosiła 20 złotych, zaś na jeden – 15 złotych. Bilet ulgowy kosztował 5 złotych.

### Program zawodów
Pierwszy oficjalny trening skoków został zaplanowany na 18 stycznia 2002, a ostatnimi zawodami był rozegrany dwa dni później drugi pucharowy konkurs. Łącznie zaplanowano dwa konkursy indywidualne, a także dwie serie kwalifikacyjne, dwa oficjalne treningi oraz jedną serię próbną.
Poniższa tabela przedstawia szczegółowy wykaz serii skoków zaplanowanych w ramach Pucharu Świata w Zakopanem w 2002.
| Data             | Godzina | Wydarzenie |
| ---------------- | ------- | --- |
| 18 stycznia 2002 | 11:00   | oficjalny trening na skoczni K-120 (2 serie)                                                                                |
| 18 stycznia 2002 | 13:00   | seria kwalifikacyjna przed zawodami indywidualnymi na skoczni K-120                                                         |
| 19 stycznia 2002 | 12:00   | seria próbna przed zawodami indywidualnymi na skoczni K-120                                                                 |
| 19 stycznia 2002 | 13:45   | początek pierwszej serii konkursowej zawodów indywidualnych na skoczni K-120, druga seria konkursowa zawodów indywidualnych |
| 20 stycznia 2002 | 12:00   | seria kwalifikacyjna przed zawodami indywidualnymi na skoczni K-120                                                         |
| 20 stycznia 2002 | 13:45   | początek pierwszej serii konkursowej zawodów indywidualnych na skoczni K-120, druga seria konkursowa zawodów indywidualnych |

## Skocznia
Konkursy Pucharu Świata w skokach narciarskich w Zakopanem w 2002 roku rozegrano na Wielkiej Krokwi, skoczni narciarskiej nazwanej imieniem narciarza Stanisława Marusarza, usytuowanej na północnym stoku góry Krokiew w Tatrach Zachodnich. Na obiekcie przeprowadzono dwa konkursy indywidualne. Na Wielkiej Krokwi sześciokrotnie rywalizowano w zawodach Pucharu Świata – w 1980, 1990, 1996, 1998 oraz styczniu i grudniu 1999.
|  | Nazwa skoczni  | Miejscowość | Punkt K | Punkt jury | Rekord skoczni | Rekord skoczni | Rekord skoczni |
|  | -------------- | ----------- | ------- | ---------- | -------------- | -------------- | -------------- |
|  | Wielka Krokiew | Zakopane    | K-120   | 134 m      | 135,5 m        | Stefan Kaiser  | 04.03.2001     |

## Jury
Z ramienia Międzynarodowej Federacji Narciarskiej dyrektorem zawodów był Walter Hofer, a jego asystentem – Miran Tepeš. Ponadto kierownikiem zawodów z ramienia organizatorów Pucharu Świata w Zakopanem był Polak Władysław Gąsienica Roj. Delegatem technicznym podczas wszystkich zawodów był Norweg Torgeir Nordby, a asystował mu Austriak Max Sandbichler.
Noty za styl w każdej serii kwalifikacyjnej i konkursowej wystawiało po pięciu sędziów. Skład sędziowski poszczególnych konkursów wraz z zajmowanymi przez arbitrów stanowiskami na wieży przedstawiono w poniższej tabeli.
| Sędzia                | Kraj     | Stanowisko na wieży sędziowskiej                                | Stanowisko na wieży sędziowskiej           | Stanowisko na wieży sędziowskiej                              | Stanowisko na wieży sędziowskiej        | Stanowisko na wieży sędziowskiej |
| Sędzia                | Kraj     | kwalifikacje do pierwszego konkursu indywidualnego (18.01.2002) | pierwszy konkurs indywidualny (19.01.2002) | kwalifikacje do drugiego konkursu indywidualnego (20.01.2002) | drugi konkurs indywidualny (20.01.2002) |                                  |
| --------------------- | -------- | --------------------------------------------------------------- | ------------------------------------------ | ------------------------------------------------------------- | --------------------------------------- | -------------------------------- |
| Bruno Bosin           | Włochy   | E                                                               | E                                          | A                                                             | A                                       |                                  |
| Kazimierz Długopolski | Polska   | B                                                               | B                                          | C                                                             | C                                       |                                  |
| Gerhard Krab          | Austria  | D                                                               | D                                          | B                                                             | B                                       |                                  |
| Geir S. Løng          | Norwegia | A                                                               | A                                          | D                                                             | D                                       |                                  |
| Peter Schlank         | Słowacja | C                                                               | C                                          | E                                                             | E                                       |                                  |

## Przebieg zawodów

### Serie treningowe i kwalifikacje do pierwszego konkursu indywidualnego (18.01.2002)

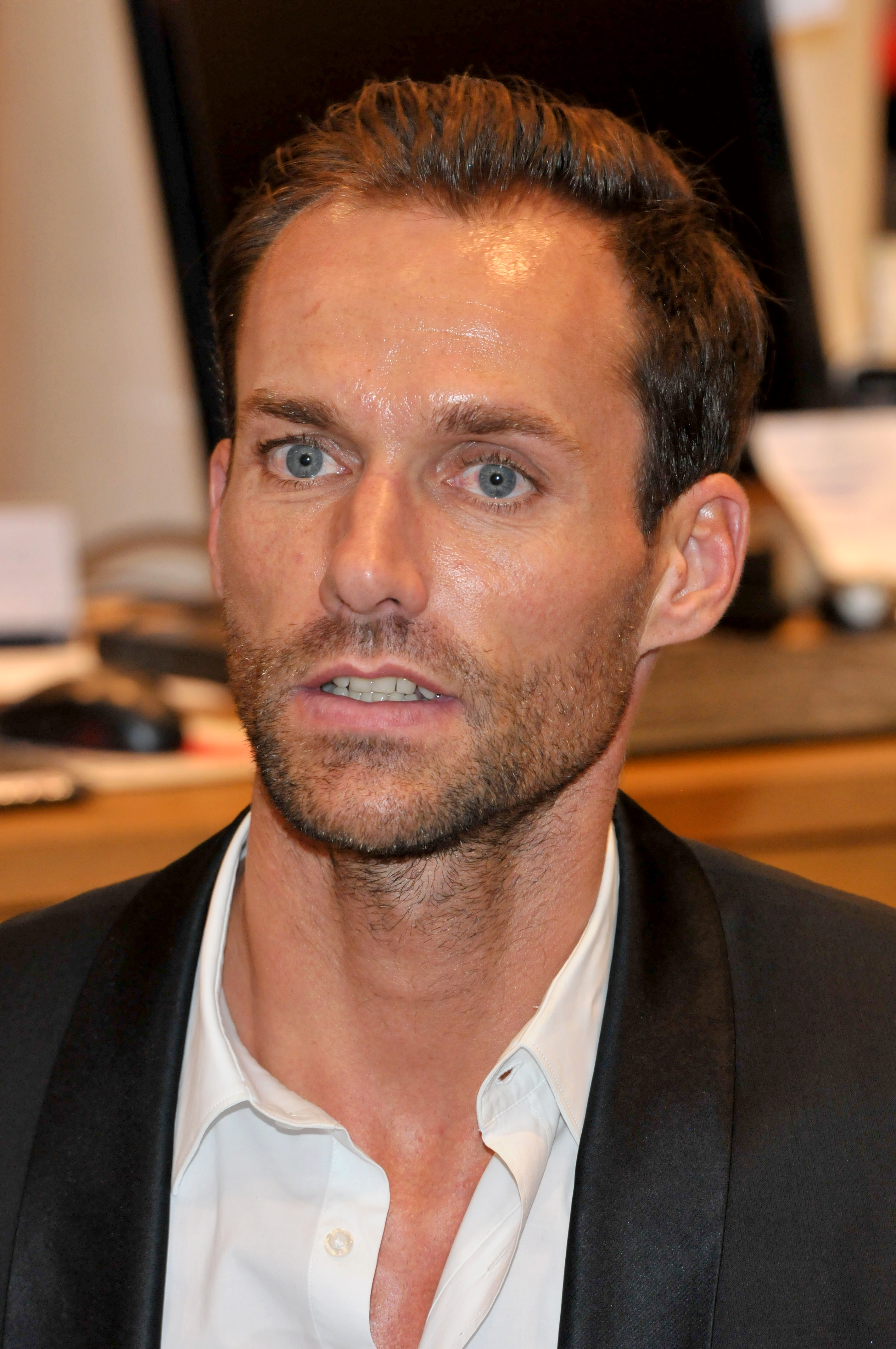
Sven Hannawald, dwukrotnie drugi w Zakopanem

Pierwsza z trzech serii treningowych rozpoczęła się w piątek 18 stycznia o godzinie 11:00. Jej zwycięzcą został Adam Małysz, który uzyskał w swojej próbie odległość 125 metrów. Metr bliżej lądował Sven Hannawald. Trzeci rezultat należał do Michaela Uhrmanna i wynosił 118 metrów.
W drugim treningu najdłuższy skok oddał Sven Hannawald. Reprezentant Niemiec w swojej próbie wylądował na 132. metrze. O 3,5 metra krótszy skok oddał Adam Małysz. Trzeci był Andreas Widhölzl (125 m).
Runda kwalifikacyjna do pierwszych zawodów indywidualnych rozpoczęła się o godzinie 13:00. Zakończyła się ona wygraną Roberta Kranjca. Reprezentant Słowenii oddał skok na odległość 129,5 metra i był najlepszym zawodnikiem z grona walczących o występ w pierwszej serii konkursowej. Cztery metry bliżej lądował Andreas Widhölzl, który zajął drugą pozycję. Trzeci był Norweg Anders Bardal, który w swojej próbie uzyskał 126 metrów. Zawodnicy mający zapewniony udział w konkursie rozpoczynali swoje próby z 14. i 13. belki startowej, zaś skoczkowie, którzy walczyli o udział w zawodach, z 14. belki.
Pomimo zgłoszenia na liście startowej, w kwalifikacjach nie uczestniczyli Jussi Hautamäki, Ville Kantee oraz Sven Hannawald, który miał zapewniony udział w konkursie z racji zajmowanej drugiej pozycji w klasyfikacji Pucharu Świata.
W kwalifikacjach wystartowało 69 z 72 zgłoszonych zawodników z 16 państw.

### Seria próbna przed pierwszym konkursem indywidualnym (19.01.2002)

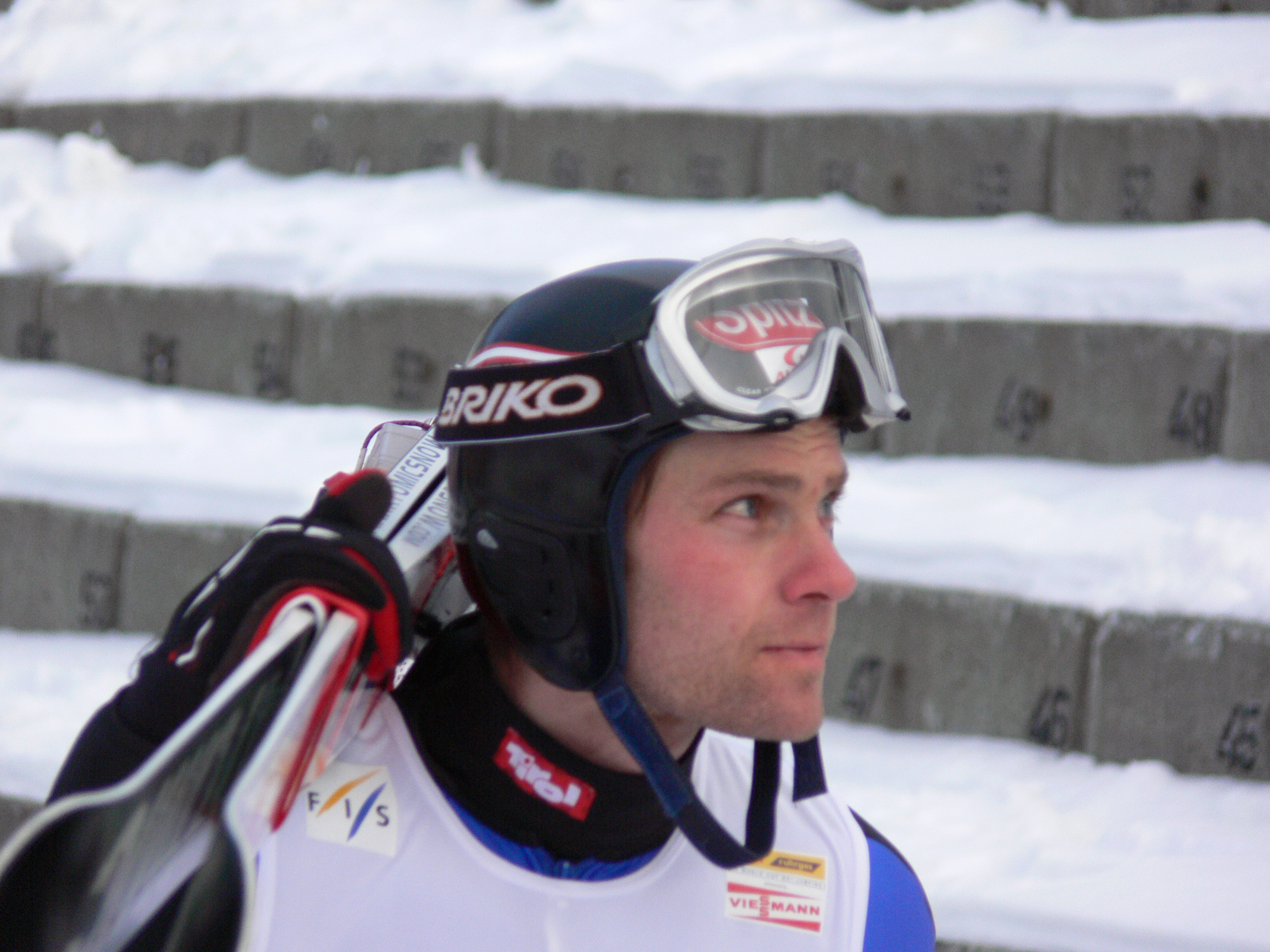
Andreas Widhölzl, sklasyfikowany na 3. miejscu w pierwszym konkursie w Zakopanem

Seria próbna przed pierwszymi zawodami indywidualnymi rozpoczęła się 19 stycznia o godzinie 12:00. Zakończyła się ona wygraną Martina Schmitta, który oddał skok na odległość 136 m. Była to próba o pół metra dłuższa od rekordu Wielkiej Krokwi, który należał do Stefana Kaisera i został ustanowiony w marcu 2001 roku podczas konkursu Pucharu Kontynentalnego.

### Pierwszy konkurs indywidualny (19.01.2002)

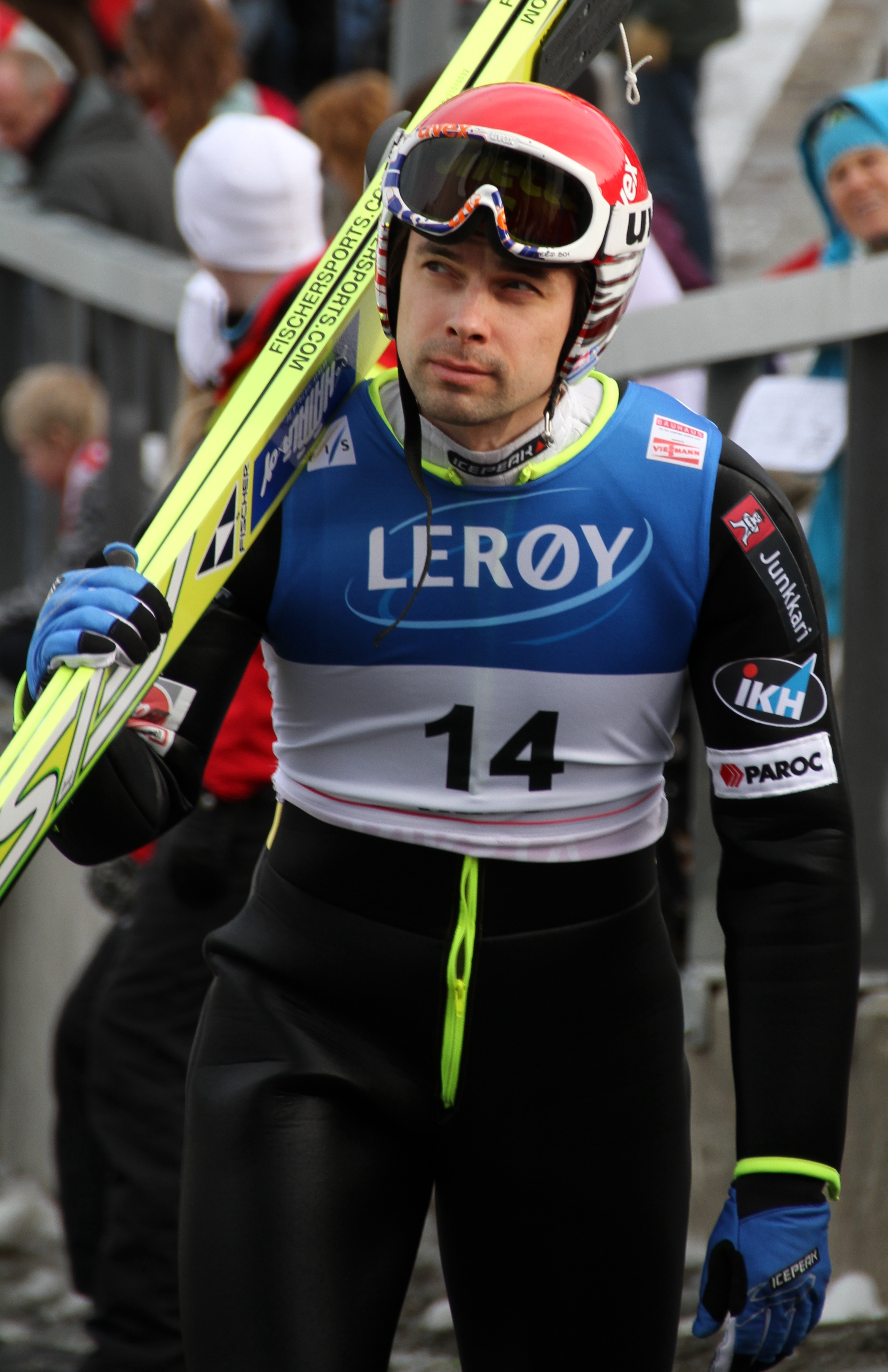
Matti Hautamäki, triumfator pierwszego konkursu w Zakopanem

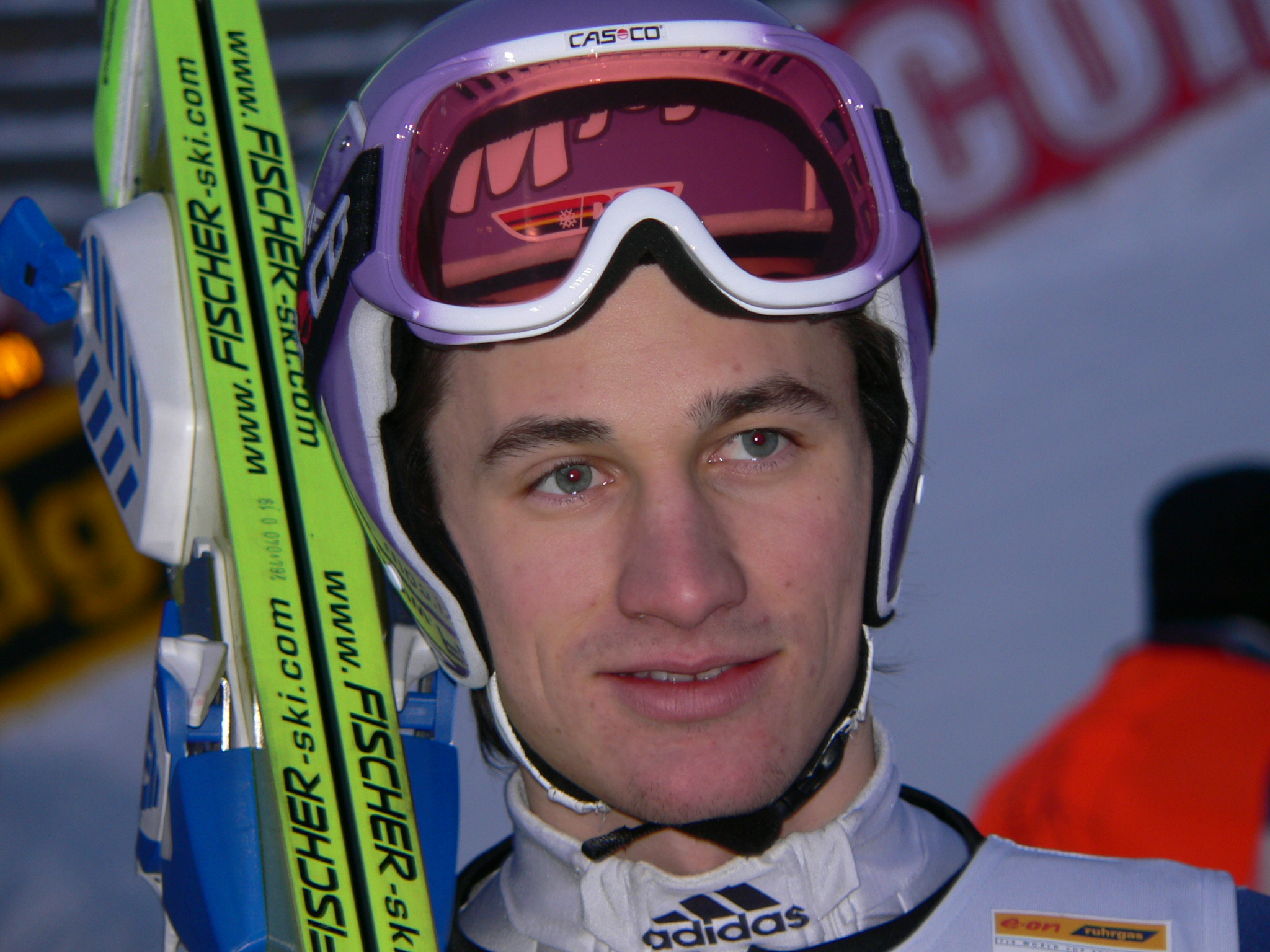
Martin Schmitt, czwarty i piąty zawodnik konkursów w Zakopanem

Pierwszy konkurs indywidualny rozpoczął się 19 stycznia o godzinie 13:45. Zawody odbywały się przy zmiennych warunkach wietrznych. Jako pierwszy oddał skok Marcin Bachleda, który uzyskał 99,5 metra. Polak prowadził do skoku trzeciego zawodnika konkursu, Łukasza Kruczka, który lądował 10,5 metra dalej od swojego rodaka i został nowym liderem konkursu. Jako piąty na rozbiegu pojawił się Blaž Vrhovnik, który dzięki odległości 112 metrów został sklasyfikowany na pierwszej pozycji. Słoweniec prowadził w zawodach do momentu skoku Larsa Bystøla. Startujący z 15. numerem Norweg uzyskał odległość 116 metrów. Taki sam wynik uzyskał Tomasz Pochwała, który dzięki wyższym notom za styl wyprzedził Bystøla o 0,5 punktu. Polak prowadził do momentu skoku swojego rodaka, Roberta Matei (118,5 m). O 6,5 metra dłuższą odległość od Matei uzyskał Dirk Else. Reprezentant Niemiec został nowym liderem zawodów, z przewagą 10,2 punktów nad drugim Mateją. Dirka Else nie byli w stanie wyprzedzić m.in. Wolfgang Loitzl (121,5 m), Primož Peterka (117,5 m), Michael Uhrmann (117,5 m), Peter Žonta (121,5 m) i Stefan Horngacher (106,5 m). Jako pierwszy z ostatniej dziesiątki zawodników w pierwszej serii wystartował Martin Koch, który uzyskał odległość 125 metrów i został liderem konkursu z przewagą 2 punktów nad Else. Skaczący po nim Fin, Risto Jussilainen, lądował na 114. metrze. Następny zawodnik, Andreas Goldberger osiągnął 88,5 metra i został sklasyfikowany na ostatnim miejscu. Kolejny z reprezentantów Niemiec, Martin Schmitt uzyskał odległość 122 metrów i znalazł się na trzeciej pozycji w zawodach. Jego rodak, Stephan Hocke wylądował na 112,5 metrze i uplasował się po swojej próbie na 25. pozycji. 11,5 metra dalej poszybował Andreas Widhölzl, który został nowym liderem konkursu. Austriak wyprzedzał swojego rodaka, Kocha różnicą 0,7 punktu. Skok na odległość 120,5 metra uzyskał Martin Höllwarth. Trzy metry dalej lądował Matti Hautamäki, który objął trzecie miejsce w zawodach. Skaczący po nim Sven Hannawald uzyskał odległość 124 metrów. Niemiec wyprzedził Fina o 0,4 punktu i znalazł się na trzeciej pozycji. Prowadzący w Pucharze Świata Adam Małysz oddał skok na odległość 120,5 metra i został sklasyfikowany na siódmym miejscu ze stratą 6,3 punktu do prowadzącego Andreasa Widhölzla. Za Austriakiem, na kolejnych pozycjach sklasyfikowani zostali Martin Koch i Sven Hannawald.
Jako pierwszy skok w drugiej serii oddał Christof Duffner, który uzyskał odległość 119,5 metra. Zmiana lidera nastąpiła po skoku następnego zawodnika, Stephana Hocke, który lądował 4 metry dalej. Niemiec był liderem konkursu do momentu próby Veli-Matti Lindströma, który po pierwszej serii plasował się na 22. miejscu (112 m). Niemiec poprawił się w serii finałowej o 9 metrów i objął prowadzenie o 6,1 punktu nad Hocke. Kolejna zmiana na prowadzeniu w zawodach nastąpiła po skoku Risto Jussilainena. Reprezentant Finlandii wylądował 2 metry dalej od Lindströma i wyprzedził go o 6,2 punktu. Jussilainen przodował klasyfikacji konkursu do skoku, 12. po pierwszej rundzie, Roberta Matei. Polak wylądował na 120 metrze. Matei nie był w stanie pokonać Toni Nieminen, który po próbie na 117. metr przegrał z Polakiem różnicą 7,4 punktu. Skoczka z Zakopanego na pozycji lidera zmienił jedenasty po pierwszej serii Robert Kranjec. Odległość uzyskana przez Słoweńca to 121,5 metra. Otwierający ostatnią dziesiątkę zawodników Martin Höllwarth uzyskał 124,5 metra i znalazł się na prowadzeniu. Jako następny zaprezentował się Wolfgang Loitzl, który dzięki próbie na 116,5 metra zajął czwartą pozycję w zawodach. Ósmy po pierwszej serii, Peter Žonta wylądował na 116,5 metrze i znalazł się na czwartym miejscu w konkursie, ex aequo z Loitzlem. 4,5 metra dalej od Žonty wylądował Adam Małysz. Reprezentant Polski został sklasyfikowany na drugim miejscu ze stratą 4,8 punktu do Höllwartha. Startujący po nim Martin Schmitt uzyskał odległość 128,5 metra i objął prowadzenie w konkursie. Będący na piątym miejscu po pierwszym skoku, Dirk Else uzyskał 115 metrów i znalazł się na ósmej pozycji w rywalizacji na Wielkiej Krokwi. Szesnaście metrów dalej od Else lądował Matti Hautamäki, który został nowym liderem zawodów z przewagą 11,7 punktu nad Schmittem. Trzeci po pierwszej serii Sven Hannawald doleciał do 130. metra, w efekcie czego zajmował drugie miejsce ze stratą 0,4 punktu do liderującego Fina. O dziesięć metrów krótszą odległość uzyskał Martin Koch, który znalazł się na piątej pozycji. Zwycięzca pierwszej serii konkursowej, Andreas Widhölzl skoczył 124,5 metra, co pozwoliło mu na zajęcie trzeciego miejsca w zawodach. Tym samym triumfatorem pierwszego konkursu Pucharu Świata w Zakopanem został Matti Hautamäki. Dla reprezentanta Finlandii było to drugie pucharowe zwycięstwo w karierze, a pierwsze w sezonie. Kolejne miejsca na podium przypadły odpowiednio Svenowi Hannawaldowi i Andreasowi Widhölzlowi.
W konkursie wystartowało 51 zawodników z 13 państw.

### Kwalifikacje do drugiego konkursu indywidualnego (20.01.2002)

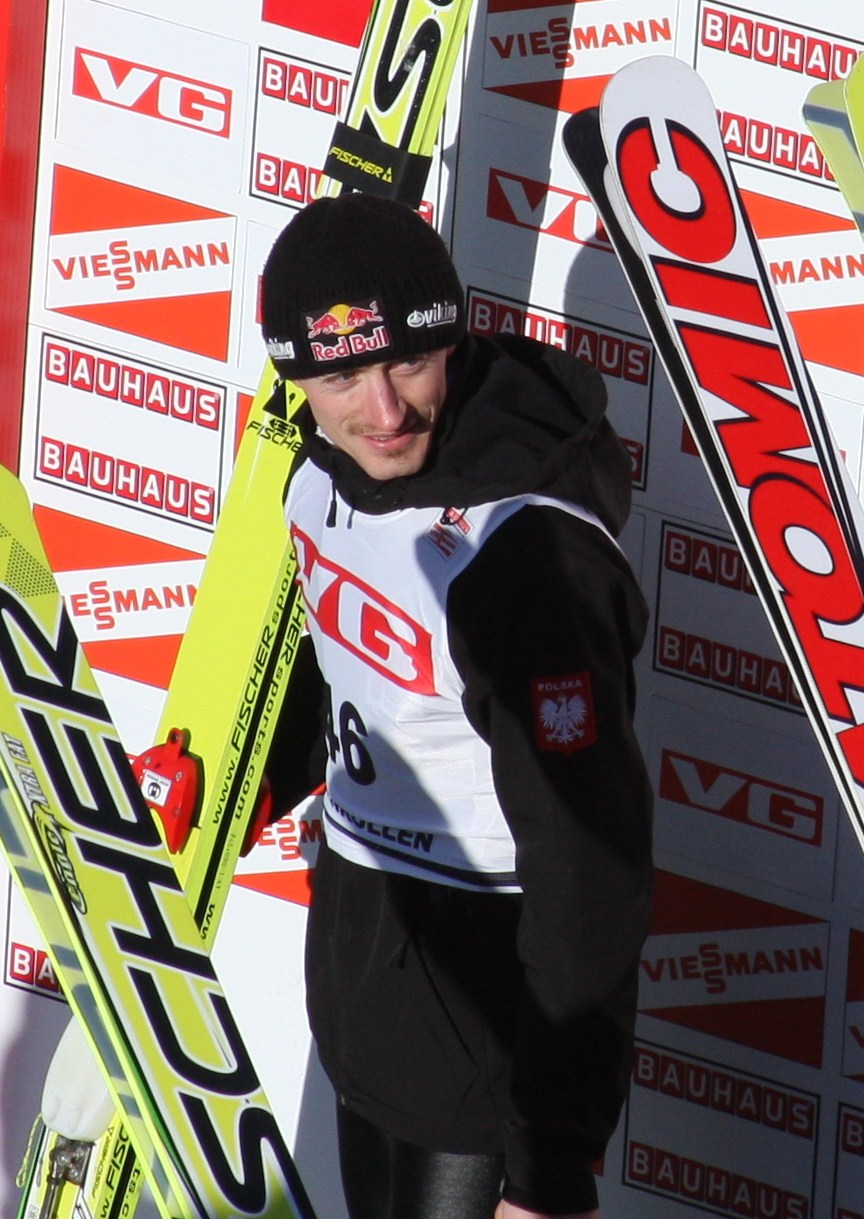
Adam Małysz, triumfator drugiego konkursu w Zakopanem

Seria kwalifikacyjna do drugiego konkursu indywidualnego w Zakopanem rozpoczęła się 20 stycznia o godzinie 12:00. Jej triumfatorem został Christof Duffner. Reprezentant Niemiec uzyskał odległość 131,5 metra i okazał się najlepszym zawodnikiem z grona skoczków rywalizujących o udział w konkursie głównym. Na drugim miejscu sklasyfikowany został Robert Kranjec. Słoweniec wylądował na 128. metrze. Pół metra krótszą odległość uzyskał trzeci zawodnik kwalifikacji, Martin Schmitt. Zawodnicy mający zapewniony udział w konkursie rozpoczynali swoje próby z 9. belki startowej, zaś skoczkowie, którzy walczyli o udział w zawodach – z 10. belki.
W kwalifikacjach wystartowało 69 zawodników z 16 państw.

### Drugi konkurs indywidualny (20.01.2002)

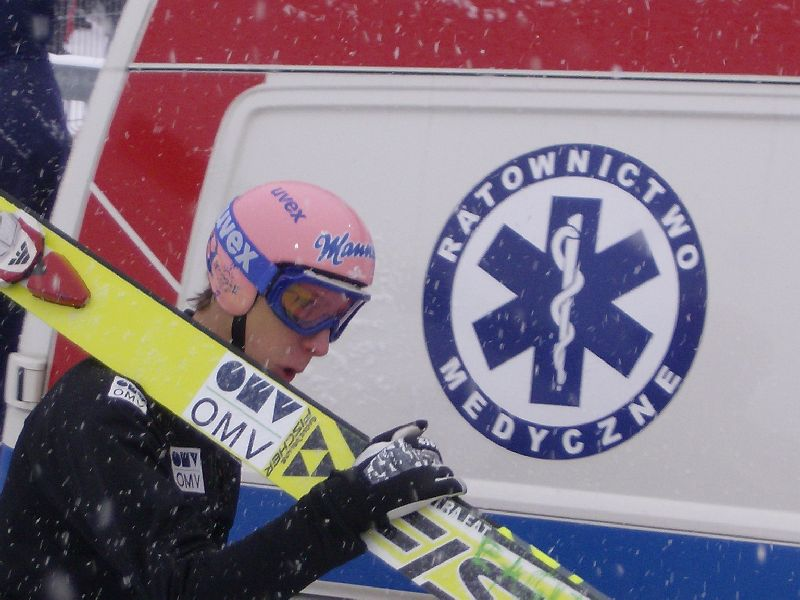
Martin Koch, szósty i siódmy zawodnik konkursów w Zakopanem

20 stycznia o godzinie 13:48 rozpoczął się drugi konkurs indywidualny na Wielkiej Krokwi. Zawody otworzył Andrzej Galica, który oddał skok na odległość 106 metrów. Polak prowadził do skoku Grzegorza Śliwki, który uzyskał identyczną odległość co Galica, ale otrzymał wyższe noty za styl. Śliwkę na prowadzeniu zmienił Marcin Bachleda, który uzyskał odległość 114,5 metra. Rezultat reprezentanta Polski poprawił o półtora metra Igor Medved, który został liderem zawodów. Słoweniec był na prowadzeniu do skoku Tomasza Pochwały, który wylądował na 119,5 metrze. Taką samą odległość, ale z wyższymi ocenami za styl, uzyskał Wolfgang Loitzl i dzięki temu wyprzedził reprezentanta Polski. Austriak utracił prowadzenie na rzecz Andersa Bardala, który o pół metra przekroczył punkt konstrukcyjny Wielkiej Krokwi. Metr dalej od Norwega poszybował Tami Kiuru. Fin wyprzedził Bardala o 0,8 punktu. Na 124 metrze lądował Stefan Horngacher. Reprezentant Austrii otrzymał jednak niższe noty za styl, w efekcie których wyprzedzał Kiuru jednym punktem. Horngachera nie zdołał wyprzedzić jego rodak, Martin Koch (117 m). 2,5 metrów bliżej od lidera, ale w lepszym stylu, lądował Andreas Goldberger, który objął prowadzenie w zawodach. Skaczący po Austriaku Risto Jussilainen oddał skok na 117,5 metra, dzięki czemu zajmował ósmą lokatę. Skaczący po Finie, Stephan Hocke wylądował na 117. metrze i znalazł się na trzynastej pozycji. Goldbergera wyprzedził kolejny zawodnik – Martin Schmitt, który uzyskał odległość 123 metrów i pokonał Austriaka różnicą 2,2 punktu. Reprezentanta Niemiec pokonał następnie Andreas Widhölzl, który uzyskał 125,5 metra. Trzy metry bliżej lądował Martin Höllwarth. Zwycięzca sobotnich zawodów, Matti Hautamäki, oddał skok na odległość 128,5 metra i objął prowadzenie z przewagą 4,4 punktu nad Widhölzlem. Półtora metra dalej od Fina poszybował Sven Hannawald, który objął prowadzenie w konkursie. Ostatni zawodnik pierwszej serii konkursowej, lider Pucharu Świata Adam Małysz uzyskał w swojej próbie najdłuższą odległość serii - 131,5 metra - i został liderem zawodów z przewagą 1,3 punktu nad Svenem Hannawaldem. Trzecią lokatę zajmował Matti Hautamäki.
Drugą serię rozpoczął zajmujący 30. lokatę po pierwszej serii Christof Duffner. Niemiec uzyskał 108 metrów, co nie pozwoliło mu na długie prowadzenie w konkursie, ponieważ startujący bezpośrednio po nim Peter Žonta uzyskał odległość 114,5 metra. Słoweniec prowadził do momentu startu 27. zawodnika po pierwszej serii, Blaža Vrhovnika, który uzyskał 115 metrów. Reprezentant Słowenii liderował do skoku 25. po pierwszej rundzie Roberta Matei. Reprezentant Polski lądował na 115,5 metrze i okazał się lepszy od Vrhovnika o 1,8 punktu. Będący po pierwszej serii na 19. miejscu, Martin Koch uzyskał w drugiej próbie odległość 129,5 metra i o 31,3 punktu wyprzedził liderującego Mateję. Dziesiąty zawodnik pierwszej rundy, Anders Bardal, uzyskał odległość 106,5 metra i znalazł się na 14. pozycji ze stratą 36,1 punktu do Kocha. Skaczący po nim Tami Kiuru wylądował na 111,5 metrze i spadł na dziewiąta lokatę. Odległość 121 metrów uzyskał Stefan Horngacher, który przegrał z prowadzącym Austriakiem różnicą 6,7 punktu. Siódmy skoczek pierwszej serii, Andreas Goldberger wylądował na 114,5 metrze i został sklasyfikowany na 7. pozycji. 9,5 metra dalej skoczył Martin Schmitt, który objął prowadzenie w konkursie z przewagą 3,4 punktu nad Kochem. Piąty na półmetku rywalizacji w Zakopanem, Martin Höllwarth w drugiej serii lądował na 122,5 metrze i zajął drugą pozycję, za Schmittem a przed Kochem. Na 121,5 metrze lądował Andreas Widhölzl, który został nowym liderem zawodów. Następnie na belce startowej zasiadł Matti Hautamäki. Reprezentant Finlandii lądował pół metra dalej od poprzedzającego go Austriaka, w wyniku czego objął prowadzenie z przewagą 6,8 punktu nad Widhölzlem. Drugi zawodnik po pierwszej serii, Sven Hannawald uzyskał 125 metrów i o 9,6 punktu wyprzedził liderującego reprezentanta Finlandii. Na starcie pozostał ostatni ze skoczków, Adam Małysz. Polak oddał skok na odległość 123,5 metra i dzięki wyższym notom za styl został zwycięzcą zawodów z przewagą 0,6 punktu nad Hannawaldem. Reprezentant Polski odniósł dwudzieste pierwsze pucharowe zwycięstwo w karierze, siódme w sezonie i pierwsze w swoim kraju. Tuż za Małyszem sklasyfikowani zostali Sven Hannawald i Matti Hautamäki. Podczas zawodów był obecny prezydent RP Aleksander Kwaśniewski z żoną Jolantą.
W konkursie wystartowało 50 zawodników z 11 państw.

## Kontrowersje
Podczas zawodów znaczna część kibiców, posiadających prawdziwe bilety na konkursy, nie została wpuszczona na trybuny. Pod skocznią pojawiły się natomiast osoby z fałszywymi wejściówkami. Organizatorzy nie potrafili zapanować nad tłumem zainteresowanych zawodami widzów. W efekcie każdego dnia zawodów pod Wielką Krokwią znajdowało się 80 tysięcy kibiców (zamiast zaplanowanych 40 tysięcy). Organizatorzy przeprosili poszkodowanych kibiców, oferując im darmowe wejściówki na zawody mistrzostw Polski i Pucharu Kontynentalnego.
Kontrowersje wzbudziła też postawa części kibiców zgromadzonych pod skocznią. Widzowie wyraźnie akcentowali swoją niechęć do Svena Hannawalda, wykonując gwizdy i buczenia podczas każdej jego konkursowej próby, a także kiedy reprezentant Niemiec stawał na podium zawodów. Zachowanie kibiców zostało skrytykowane w polskich i niemieckich mediach. Sam zawodnik nazwał konkursy rozegrane w Zakopanem piekłem.

## Klasyfikacja Pucharu Świata po konkursach w Zakopanem
W Pucharze Świata po konkursach w Zakopanem nastąpiło kilka zmian wśród czołowych zawodników. Z siódmej na szóstą pozycję awansował Martin Schmitt, który wyprzedził Stephana Hocke. Z dziewiątej na dziesiątą lokatę spadł Andreas Goldberger, zostając wyprzedzonym przez Risto Jussilainena. Na jedenaste miejsce awansował Martin Koch. Sklasyfikowany na tej pozycji przed konkursami w Polsce, Kazuyoshi Funaki spadł na 12. miejsce. Swoimi pozycjami w klasyfikacji zamienili się także 13. i 14. zawodnik Pucharu Świata przed zawodami w Zakopanem – Roberto Cecon i Stefan Horngacher. W czołowej piętnastce klasyfikacji generalnej Pucharu Świata nastąpiła jedna tylko zmiana personalna: piętnastego, przed konkursami na Wielkiej Krokwi, Alana Alborna zastąpił na tej pozycji Veli-Matti Lindström.
W klasyfikacji generalnej Pucharu Narodów nie nastąpiły zmiany na czołowych lokatach. Na pierwszych trzech pozycjach pozostały reprezentacje Niemiec, Austrii i Finlandii.
| Klasyfikacja PŚ po konkursach w Zakopanem | Klasyfikacja PŚ po konkursach w Zakopanem | Klasyfikacja PŚ po konkursach w Zakopanem | Klasyfikacja PŚ po konkursach w Zakopanem | Klasyfikacja PŚ po konkursach w Zakopanem |
| Miejsce                                   | Zawodnik                                  | Państwo                                   | Punkty                                    | Strata do lidera                          |
| ----------------------------------------- | ----------------------------------------- | ----------------------------------------- | ----------------------------------------- | ----------------------------------------- |
| 1.                                        | Adam Małysz                               | Polska                                    | 1210                                      | –                                         |
| 2.                                        | Sven Hannawald                            | Niemcy                                    | 1059                                      | 151                                       |
| 3.                                        | Matti Hautamäki                           | Finlandia                                 | 771                                       | 439                                       |
| 4.                                        | Martin Höllwarth                          | Austria                                   | 660                                       | 550                                       |
| 5.                                        | Andreas Widhölzl                          | Austria                                   | 615                                       | 595                                       |
| 6.                                        | Martin Schmitt                            | Niemcy                                    | 539                                       | 671                                       |
| 7.                                        | Stephan Hocke                             | Niemcy                                    | 482                                       | 728                                       |
| 8.                                        | Simon Ammann                              | Szwajcaria                                | 402                                       | 808                                       |
| 9.                                        | Risto Jussilainen                         | Finlandia                                 | 386                                       | 824                                       |
| 10.                                       | Andreas Goldberger                        | Japonia                                   | 380                                       | 830                                       |
| 11.                                       | Martin Koch                               | Austria                                   | 335                                       | 875                                       |
| 12.                                       | Kazuyoshi Funaki                          | Japonia                                   | 328                                       | 882                                       |
| 13.                                       | Stefan Horngacher                         | Austria                                   | 268                                       | 942                                       |
| 14.                                       | Roberto Cecon                             | Włochy                                    | 263                                       | 947                                       |
| 15.                                       | Veli-Matti Lindström                      | Finlandia                                 | 220                                       | 990                                       |
| 16.                                       | Peter Žonta                               | Słowenia                                  | 217                                       | 993                                       |
| 17.                                       | Alan Alborn                               | Stany Zjednoczone                         | 203                                       | 1007                                      |
| 18.                                       | Robert Kranjec                            | Słowenia                                  | 179                                       | 1031                                      |
| 19.                                       | Hideharu Miyahira                         | Japonia                                   | 177                                       | 1033                                      |
| 20.                                       | Walerij Kobielew                          | Rosja                                     | 176                                       | 1034                                      |
| 21.                                       | Janne Ahonen                              | Finlandia                                 | 151                                       | 1059                                      |
| 22.                                       | Christof Duffner                          | Niemcy                                    | 142                                       | 1068                                      |
| 22.                                       | Toni Nieminen                             | Finlandia                                 | 142                                       | 1068                                      |
| 24.                                       | Jakub Janda                               | Czechy                                    | 141                                       | 1069                                      |
| 25.                                       | Jussi Hautamäki                           | Finlandia                                 | 133                                       | 1077                                      |
| 26.                                       | Andreas Küttel                            | Szwajcaria                                | 126                                       | 1084                                      |
| 27.                                       | Damjan Fras                               | Słowenia                                  | 125                                       | 1085                                      |
| 28.                                       | Primož Peterka                            | Słowenia                                  | 121                                       | 1089                                      |
| 29.                                       | Georg Späth                               | Niemcy                                    | 118                                       | 1092                                      |
| 30.                                       | Noriaki Kasai                             | Japonia                                   | 109                                       | 1101                                      |
| 31.                                       | Hiroki Yamada                             | Japonia                                   | 106                                       | 1104                                      |
| 32.                                       | Tami Kiuru                                | Finlandia                                 | 101                                       | 1109                                      |
| 33.                                       | Michael Uhrmann                           | Niemcy                                    | 100                                       | 1110                                      |
| 34.                                       | Roar Ljøkelsøy                            | Norwegia                                  | 91                                        | 1119                                      |
| 35.                                       | Alexander Herr                            | Niemcy                                    | 90                                        | 1120                                      |
| 36.                                       | Wolfgang Loitzl                           | Austria                                   | 82                                        | 1128                                      |
| 37.                                       | Masahiko Harada                           | Japonia                                   | 73                                        | 1137                                      |
| 38.                                       | Ildar Fatkullin                           | Rosja                                     | 67                                        | 1143                                      |
| 39.                                       | Tommy Ingebrigtsen                        | Norwegia                                  | 66                                        | 1144                                      |
| 40.                                       | Anders Bardal                             | Norwegia                                  | 63                                        | 1147                                      |
| 41.                                       | Nicolas Dessum                            | Francja                                   | 61                                        | 1149                                      |
| 42.                                       | Clint Jones                               | Stany Zjednoczone                         | 51                                        | 1159                                      |
| 43.                                       | Robert Mateja                             | Polska                                    | 50                                        | 1160                                      |
| 44.                                       | Dirk Else                                 | Niemcy                                    | 46                                        | 1164                                      |
| 45.                                       | Kazuya Yoshioka                           | Japonia                                   | 43                                        | 1167                                      |
| 46.                                       | Tomasz Pochwała                           | Polska                                    | 38                                        | 1172                                      |
| 47.                                       | Janne Happonen                            | Finlandia                                 | 25                                        | 1185                                      |
| 48.                                       | Janne Ylijärvi                            | Finlandia                                 | 21                                        | 1189                                      |
| 49.                                       | Michal Doležal                            | Czechy                                    | 20                                        | 1190                                      |
| 50.                                       | Manuel Fettner                            | Austria                                   | 19                                        | 1191                                      |
| 51.                                       | Blaž Vrhovnik                             | Słowenia                                  | 18                                        | 1192                                      |
| 52.                                       | Lassi Huuskonen                           | Finlandia                                 | 15                                        | 1195                                      |
| 52.                                       | Igor Medved                               | Słowenia                                  | 15                                        | 1195                                      |
| 54.                                       | Ville Kantee                              | Finlandia                                 | 13                                        | 1197                                      |
| 55.                                       | Lars Bystøl                               | Norwegia                                  | 11                                        | 1199                                      |
| 56.                                       | Kristoffer Jåfs                           | Szwecja                                   | 9                                         | 1201                                      |
| 57.                                       | Frank Löffler                             | Niemcy                                    | 8                                         | 1202                                      |
| 58.                                       | Tomisław Tajner                           | Polska                                    | 7                                         | 1203                                      |
| 59.                                       | Emmanuel Chedal                           | Francja                                   | 6                                         | 1204                                      |
| 59.                                       | Sylvain Freiholz                          | Szwajcaria                                | 6                                         | 1204                                      |
| 59.                                       | Stanisław Filimonow                       | Kazachstan                                | 6                                         | 1204                                      |
| 62.                                       | Łukasz Kruczek                            | Polska                                    | 5                                         | 1205                                      |
| 62.                                       | Pekka Salminen                            | Finlandia                                 | 5                                         | 1205                                      |
| 62.                                       | Rok Benkovič                              | Słowenia                                  | 5                                         | 1205                                      |
| 65.                                       | Wojciech Skupień                          | Polska                                    | 4                                         | 1206                                      |
| 66.                                       | Marcin Bachleda                           | Polska                                    | 3                                         | 1207                                      |
| 66.                                       | Jörg Ritzerfeld                           | Niemcy                                    | 3                                         | 1207                                      |
| 68.                                       | Rémi Santiago                             | Francja                                   | 2                                         | 1208                                      |
| 68.                                       | Stefan Kaiser                             | Austria                                   | 2                                         | 1208                                      |
| 70.                                       | Choi Heung-chul                           | Korea Południowa                          | 1                                         | 1209                                      |
| 70.                                       | Hansjörg Jäkle                            | Niemcy                                    | 1                                         | 1209                                      |

## Medaliści

### Pierwszy konkurs indywidualny (19.01.2002)
| Medal | Imię i nazwisko  | Skok 1            | Skok 2            | Noty za styl A • B • C • D • E                                    | Nota łączna | Strata  |
| ----- | ---------------- | ----------------- | ----------------- | ----------------------------------------------------------------- | ----------- | ------- |
|       | Matti Hautamäki  | 123,5 m 122,8 pkt | 131,0 m 136,8 pkt | 18,5 • 19,0 • 18,0 • 19,0 • 19,0 19,0 • 19,0 • 19,0 • 19,0 • 19,5 | 259,6 pkt   | -       |
|       | Sven Hannawald   | 124,0 m 123,2 pkt | 130,0 m 136,0 pkt | 18,5 • 18,5 • 18,5 • 19,0 • 19,0 19,5 • 19,0 • 19,5 • 19,5 • 19,0 | 259,2 pkt   | 0,4 pkt |
|       | Andreas Widhölzl | 124,0 m 124,2 pkt | 124,5 m 125,6 pkt | 19,0 • 19,0 • 19,0 • 19,0 • 19,0 19,0 • 19,0 • 19,0 • 19,5 • 19,5 | 249,8 pkt   | 9,8 pkt |

### Drugi konkurs indywidualny (20.01.2002)
| Medal | Imię i nazwisko | Skok 1            | Skok 2            | Noty za styl A • B • C • D • E                                    | Nota łączna | Strata   |
| ----- | --------------- | ----------------- | ----------------- | ----------------------------------------------------------------- | ----------- | -------- |
|       | Adam Małysz     | 131,0 m 137,3 pkt | 123,5 m 124,8 pkt | 19,0 • 19,0 • 19,5 • 19,5 • 19,0 19,5 • 19,5 • 19,5 • 19,5 • 19,5 | 262,1 pkt   | -        |
|       | Sven Hannawald  | 130,0 m 136,0 pkt | 125,0 m 125,5 pkt | 19,5 • 19,0 • 19,0 • 19,5 • 19,5 19,5 • 19,0 • 18,5 • 19,0 • 18,5 | 261,5 pkt   | 0,6 pkt  |
|       | Matti Hautamäki | 128,5 m 131,3 pkt | 122,0 m 120,6 pkt | 19,0 • 19,0 • 18,5 • 18,5 • 18,5 19,0 • 19,0 • 19,0 • 19,0 • 19,0 | 251,9 pkt   | 10,2 pkt |

## Wyniki

### Kwalifikacje do pierwszego konkursu indywidualnego (18.01.2002)
| Miejsce | Skoczek              | Kraj       | Skok  | Belka | Wynik punktowy | Kwalifikacja |
| ------- | -------------------- | ---------- | ----- | ----- | -------------- | ------------ |
| 1.      | Robert Kranjec       | Słowenia   | 129,5 | 14    | 128,1          | Q            |
| 2.      | Andreas Widhölzl     | Austria    | 125,5 | 13    | 126,9          | pq           |
| 3.      | Anders Bardal        | Norwegia   | 126,0 | 14    | 125,8          | Q            |
| 4.      | Lars Bystøl          | Norwegia   | 126,0 | 14    | 125,3          | Q            |
| 5.      | Stefan Kaiser        | Austria    | 126,0 | 14    | 124,3          | Q            |
| 6.      | Michael Uhrmann      | Niemcy     | 124,5 | 14    | 122,1          | Q            |
| 7.      | Adam Małysz          | Polska     | 126,0 | 13    | 121,8          | pq           |
| 7.      | Martin Höllwarth     | Austria    | 123,5 | 13    | 121,8          | pq           |
| 9.      | Wolfgang Loitzl      | Austria    | 123,5 | 14    | 120,8          | Q            |
| 10.     | Igor Medved          | Słowenia   | 124,0 | 14    | 120,7          | Q            |
| 11.     | Martin Koch          | Austria    | 123,5 | 14    | 120,3          | pq           |
| 11.     | Tami Kiuru           | Finlandia  | 123,5 | 14    | 120,3          | Q            |
| 13.     | Georg Späth          | Niemcy     | 124,5 | 14    | 119,6          | Q            |
| 14.     | Veli-Matti Lindström | Finlandia  | 123,0 | 14    | 119,4          | Q            |
| 15.     | Martin Schmitt       | Niemcy     | 122,5 | 14    | 119,0          | pq           |
| 16.     | Robert Mateja        | Polska     | 122,0 | 14    | 118,6          | Q            |
| 17.     | Christof Duffner     | Niemcy     | 123,5 | 14    | 118,3          | Q            |
| 18.     | Tomasz Pochwała      | Polska     | 122,5 | 14    | 118,0          | Q            |
| 19.     | Primož Peterka       | Słowenia   | 123,0 | 14    | 117,9          | Q            |
| 20.     | Risto Jussilainen    | Finlandia  | 122,5 | 14    | 117,0          | pq           |
| 21.     | Damjan Fras          | Słowenia   | 121,5 | 14    | 116,7          | Q            |
| 22.     | Toni Nieminen        | Finlandia  | 122,5 | 14    | 116,5          | Q            |
| 23.     | Andreas Goldberger   | Austria    | 121,0 | 14    | 116,3          | pq           |
| 24.     | Roar Ljøkelsøy       | Norwegia   | 120,5 | 14    | 115,9          | Q            |
| 25.     | Jakub Janda          | Czechy     | 119,5 | 14    | 115,1          | Q            |
| 26.     | Roberto Cecon        | Włochy     | 123,0 | 14    | 114,9          | pq           |
| 27.     | Janne Ahonen         | Finlandia  | 121,0 | 14    | 114,8          | Q            |
| 28.     | Peter Žonta          | Słowenia   | 122,0 | 14    | 114,6          | Q            |
| 29.     | Stefan Horngacher    | Austria    | 121,0 | 14    | 114,3          | pq           |
| 30.     | Dirk Else            | Niemcy     | 122,0 | 14    | 113,6          | Q            |
| 31.     | Blaž Vrhovnik        | Słowenia   | 119,5 | 14    | 113,1          | Q            |
| 32.     | Andrej Łyskawiec     | Białoruś   | 119,0 | 14    | 112,2          | Q            |
| 33.     | Alexander Herr       | Niemcy     | 119,5 | 14    | 112,1          | Q            |
| 34.     | Matti Hautamäki      | Finlandia  | 120,0 | 13    | 110,0          | pq           |
| 35.     | Tomisław Tajner      | Polska     | 117,5 | 14    | 109,5          | Q            |
| 35.     | Morten Solem         | Norwegia   | 117,5 | 14    | 109,5          | Q            |
| 37.     | Jaroslav Sakala      | Czechy     | 117,5 | 14    | 108,5          | Q            |
| 38.     | Marcin Bachleda      | Polska     | 117,0 | 14    | 108,1          | Q            |
| 39.     | Stephan Hocke        | Niemcy     | 116,5 | 13    | 105,7          | pq           |
| 40.     | Martin Mesík         | Słowacja   | 117,5 | 14    | 105,0          | Q            |
| 41.     | Olav Magne Dønnem    | Norwegia   | 115,0 | 14    | 104,5          | Q            |
| 42.     | Grzegorz Śliwka      | Polska     | 115,5 | 14    | 103,9          | Q            |
| 43.     | Wojciech Skupień     | Polska     | 115,0 | 14    | 103,0          | Q            |
| 44.     | Łukasz Kruczek       | Polska     | 114,5 | 14    | 102,6          | Q            |
| 45.     | Marco Steinauer      | Szwajcaria | 114,0 | 14    | 101,7          | Q            |
| 46.     | Kristoffer Jåfs      | Szwecja    | 113,5 | 14    | 98,3           | Q            |
| 47.     | Jan Matura           | Czechy     | 112,0 | 14    | 98,1           | Q            |
| 48.     | Sylvain Freiholz     | Szwajcaria | 111,5 | 14    | 96,2           | Q            |
| 48.     | Jaan Jüris           | Estonia    | 111,5 | 14    | 96,2           | Q            |
| 48.     | Dmitrij Żuczichin    | Rosja      | 111,5 | 14    | 96,2           | Q            |
| 51.     | Tommy Ingebrigtsen   | Norwegia   | 112,5 | 14    | 95,5           | nq           |
| 52.     | Paweł Kruczek        | Polska     | 111,5 | 14    | 95,2           | nq           |
| 53.     | Michal Doležal       | Czechy     | 108,0 | 14    | 88,9           | nq           |
| 54.     | Wołodymyr Boszczuk   | Ukraina    | 107,0 | 14    | 85,1           | nq           |
| 55.     | Ján Zelenčík         | Słowacja   | 107,5 | 14    | 85,0           | nq           |
| 56.     | Krystian Długopolski | Polska     | 105,5 | 14    | 84,9           | nq           |
| 56.     | Wojciech Tajner      | Polska     | 105,5 | 14    | 84,9           | nq           |
| 58.     | Andrzej Galica       | Polska     | 106,0 | 14    | 84,8           | nq           |
| 59.     | Dušan Oršula         | Słowacja   | 105,0 | 14    | 83,0           | nq           |
| 60.     | Georgi Żarkow        | Bułgaria   | 104,5 | 14    | 81,6           | nq           |
| 61.     | Iwan Kozłow          | Ukraina    | 103,5 | 14    | 81,3           | nq           |
| 62.     | Siergiej Kożewnikow  | Rosja      | 104,5 | 14    | 80,6           | nq           |
| 63.     | Maciej Maciusiak     | Polska     | 103,0 | 14    | 80,4           | nq           |
| 64.     | Jure Radelj          | Słowenia   | 100,0 | 14    | 72,5           | nq           |
| 65.     | Aleksandr Swietłow   | Białoruś   | 97,5  | 14    | 66,5           | nq           |
| 66.     | Matej Uram           | Słowacja   | 97,0  | 14    | 64,6           | nq           |
| 67.     | Grzegorz Sobczyk     | Polska     | 96,0  | 14    | 63,8           | nq           |
| 68.     | Daniel Bachleda      | Polska     | 95,5  | 14    | 63,4           | nq           |
| 69.     | Jouko Hein           | Estonia    | 88,0  | 14    | 44,9           | nq           |
| –       | Sven Hannawald       | Niemcy     | 0,0   | –     | DNS            | pq           |
| –       | Jussi Hautamäki      | Finlandia  | 0,0   | –     | DNS            | nq           |
| –       | Ville Kantee         | Finlandia  | 0,0   | –     | DNS            | nq           |

Legenda:
pq – zawodnik ma zapewnioną kwalifikację dzięki pozycji w pierwszej „15” klasyfikacji Pucharu Świata
Q – zawodnik zakwalifikował się do konkursu głównego
nq – zawodnik odpadł w kwalifikacjach
DNS – zawodnik nie wystartował

### Pierwszy konkurs indywidualny (19.01.2002)
| Miejsce | Zawodnik             | Państwo    | Skok 1 | Skok 2 | Punkty |
| ------- | -------------------- | ---------- | ------ | ------ | ------ |
| 1.      | Matti Hautamäki      | Finlandia  | 123,5  | 131,0  | 259,6  |
| 2.      | Sven Hannawald       | Niemcy     | 124,0  | 130,0  | 259,2  |
| 3.      | Andreas Widhölzl     | Austria    | 124,0  | 124,5  | 249,8  |
| 4.      | Martin Schmitt       | Niemcy     | 122,0  | 128,5  | 247,9  |
| 5.      | Martin Höllwarth     | Austria    | 120,5  | 124,5  | 241,5  |
| 6.      | Martin Koch          | Austria    | 125,0  | 120,0  | 237,0  |
| 7.      | Adam Małysz          | Polska     | 120,5  | 121,0  | 236,7  |
| 8.      | Robert Kranjec       | Słowenia   | 119,5  | 121,5  | 229,8  |
| 9.      | Robert Mateja        | Polska     | 118,5  | 120,0  | 226,8  |
| 10.     | Peter Žonta          | Słowenia   | 121,5  | 116,5  | 225,4  |
| 10.     | Wolfgang Loitzl      | Austria    | 121,5  | 116,5  | 225,4  |
| 12.     | Dirk Else            | Niemcy     | 125,0  | 115,0  | 225,0  |
| 13.     | Risto Jussilainen    | Finlandia  | 114,0  | 123,0  | 221,1  |
| 14.     | Toni Nieminen        | Finlandia  | 118,5  | 117,0  | 219,4  |
| 15.     | Michael Uhrmann      | Niemcy     | 117,5  | 118,0  | 218,4  |
| 15.     | Primož Peterka       | Słowenia   | 117,5  | 118,0  | 218,4  |
| 17.     | Tomasz Pochwała      | Polska     | 116,0  | 118,0  | 217,2  |
| 18.     | Veli-Matti Lindström | Finlandia  | 112,0  | 121,0  | 214,9  |
| 19.     | Stephan Hocke        | Niemcy     | 112,5  | 123,5  | 208,8  |
| 20.     | Anders Bardal        | Norwegia   | 120,5  | 112,5  | 207,9  |
| 21.     | Georg Späth          | Niemcy     | 113,5  | 116,0  | 206,6  |
| 21.     | Damjan Fras          | Słowenia   | 110,5  | 119,0  | 206,6  |
| 23.     | Blaž Vrhovnik        | Słowenia   | 112,0  | 116,5  | 204,3  |
| 24.     | Lars Bystøl          | Norwegia   | 116,0  | 111,5  | 204,3  |
| 25.     | Christof Duffner     | Niemcy     | 112,0  | 119,5  | 203,2  |
| 26.     | Łukasz Kruczek       | Polska     | 110,0  | 116,5  | 202,2  |
| 27.     | Roberto Cecon        | Włochy     | 110,5  | 114,5  | 199,5  |
| 28.     | Alexander Herr       | Niemcy     | 113,0  | 111,0  | 197,2  |
| 29.     | Stefan Kaiser        | Austria    | 110,5  | 106,0  | 178,7  |
| 30.     | Igor Medved          | Słowenia   | 110,0  | 105,5  | 176,4  |
| 31.     | Morten Solem         | Norwegia   | 108,0  | -      | 89,4   |
| 32.     | Kristoffer Jåfs      | Szwecja    | 108,0  | -      | 88,4   |
| 33.     | Jaroslav Sakala      | Czechy     | 106,0  | -      | 87,3   |
| 34.     | Janne Ahonen         | Finlandia  | 108,0  | -      | 86,4   |
| 35.     | Stefan Horngacher    | Austria    | 106,5  | -      | 86,2   |
| 36.     | Martin Mesík         | Słowacja   | 105,0  | -      | 83,5   |
| 37.     | Tami Kiuru           | Finlandia  | 105,5  | -      | 83,4   |
| 38.     | Roar Ljøkelsøy       | Norwegia   | 105,5  | -      | 82,9   |
| 39.     | Jan Matura           | Czechy     | 103,5  | -      | 80,8   |
| 40.     | Wojciech Skupień     | Polska     | 103,5  | -      | 80,3   |
| 41.     | Tomisław Tajner      | Polska     | 102,0  | -      | 78,1   |
| 42.     | Sylvain Freiholz     | Szwajcaria | 101,5  | -      | 77,2   |
| 43.     | Olav Magne Dønnem    | Norwegia   | 100,5  | -      | 74,4   |
| 44.     | Jaan Jüris           | Estonia    | 100,0  | -      | 73,0   |
| 45.     | Dmitrij Żuczichin    | Rosja      | 99,5   | -      | 72,6   |
| 46.     | Marcin Bachleda      | Polska     | 99,5   | -      | 72,1   |
| 47.     | Andrej Łyskawiec     | Białoruś   | 98,0   | -      | 68,9   |
| 48.     | Grzegorz Śliwka      | Polska     | 97,5   | -      | 68,0   |
| 49.     | Jakub Janda          | Czechy     | 93,0   | -      | 60,4   |
| 50.     | Marco Steinauer      | Szwajcaria | 89,5   | -      | 53,1   |
| 51.     | Andreas Goldberger   | Austria    | 88,5   | -      | 47,3   |

### Kwalifikacje do drugiego konkursu indywidualnego (20.01.2002)
| Miejsce | Skoczek              | Kraj       | Skok  | Belka | Wynik punktowy | Kwalifikacja |
| ------- | -------------------- | ---------- | ----- | ----- | -------------- | ------------ |
| 1.      | Christof Duffner     | Niemcy     | 131,5 | 10    | 130,7          | Q            |
| 2.      | Robert Kranjec       | Słowenia   | 128,0 | 10    | 129,4          | Q            |
| 3.      | Martin Schmitt       | Niemcy     | 127,5 | 9     | 128,5          | pq           |
| 4.      | Janne Ahonen         | Finlandia  | 126,5 | 10    | 126,2          | Q            |
| 5.      | Martin Höllwarth     | Austria    | 128,0 | 9     | 125,4          | pq           |
| 6.      | Michael Uhrmann      | Niemcy     | 125,0 | 10    | 120,5          | Q            |
| 7.      | Peter Žonta          | Słowenia   | 125,5 | 10    | 118,9          | Q            |
| 8.      | Tomasz Pochwała      | Polska     | 122,5 | 10    | 118,5          | Q            |
| 9.      | Roar Ljøkelsøy       | Norwegia   | 121,0 | 10    | 117,3          | Q            |
| 10.     | Andreas Widhölzl     | Austria    | 121,5 | 9     | 116,7          | pq           |
| 11.     | Toni Nieminen        | Finlandia  | 123,0 | 10    | 115,4          | Q            |
| 12.     | Jakub Janda          | Czechy     | 119,5 | 10    | 115,1          | Q            |
| 13.     | Robert Mateja        | Polska     | 119,0 | 10    | 112,2          | Q            |
| 14.     | Anders Bardal        | Norwegia   | 117,5 | 10    | 110,5          | Q            |
| 15.     | Martin Koch          | Austria    | 119,0 | 9     | 109,7          | pq           |
| 16.     | Stefan Kaiser        | Austria    | 118,0 | 10    | 109,4          | Q            |
| 17.     | Matti Hautamäki      | Finlandia  | 119,5 | 9     | 108,6          | pq           |
| 18.     | Damjan Fras          | Słowenia   | 117,0 | 10    | 106,6          | Q            |
| 19.     | Alexander Herr       | Niemcy     | 116,0 | 10    | 105,8          | Q            |
| 20.     | Tami Kiuru           | Finlandia  | 116,5 | 10    | 105,7          | Q            |
| 21.     | Tommy Ingebrigtsen   | Norwegia   | 117,0 | 10    | 105,6          | Q            |
| 22.     | Sven Hannawald       | Niemcy     | 117,5 | 9     | 105,0          | pq           |
| 23.     | Veli-Matti Lindström | Finlandia  | 116,5 | 9     | 102,7          | pq           |
| 24.     | Sylvain Freiholz     | Szwajcaria | 113,5 | 10    | 102,3          | Q            |
| 25.     | Blaž Vrhovnik        | Słowenia   | 114,0 | 10    | 102,2          | Q            |
| 26.     | Wolfgang Loitzl      | Austria    | 113,0 | 10    | 101,9          | Q            |
| 27.     | Marcin Bachleda      | Polska     | 113,0 | 10    | 100,4          | Q            |
| 28.     | Risto Jussilainen    | Finlandia  | 113,0 | 9     | 99,9           | pq           |
| 28.     | Paweł Kruczek        | Polska     | 113,0 | 10    | 99,9           | Q            |
| 30.     | Adam Małysz          | Polska     | 114,0 | 9     | 99,2           | pq           |
| 31.     | Kristoffer Jåfs      | Szwecja    | 114,0 | 10    | 97,7           | Q            |
| 32.     | Łukasz Kruczek       | Polska     | 112,0 | 10    | 97,1           | Q            |
| 33.     | Grzegorz Śliwka      | Polska     | 111,0 | 10    | 96,8           | Q            |
| 34.     | Primož Peterka       | Słowenia   | 111,5 | 10    | 96,2           | Q            |
| 35.     | Stefan Horngacher    | Austria    | 112,5 | 9     | 95,0           | pq           |
| 36.     | Igor Medved          | Słowenia   | 111,0 | 10    | 94,8           | Q            |
| 37.     | Lars Bystøl          | Norwegia   | 110,0 | 10    | 94,5           | Q            |
| 38.     | Krystian Długopolski | Polska     | 109,0 | 10    | 93,2           | Q            |
| 39.     | Michal Doležal       | Czechy     | 108,0 | 10    | 90,4           | Q            |
| 40.     | Andreas Goldberger   | Austria    | 109,5 | 9     | 90,1           | pq           |
| 41.     | Andrzej Galica       | Polska     | 110,0 | 10    | 89,5           | Q            |
| 42.     | Dmitrij Żuczichin    | Rosja      | 107,0 | 10    | 87,6           | Q            |
| 43.     | Jaroslav Sakala      | Czechy     | 106,0 | 10    | 87,3           | Q            |
| 44.     | Stephan Hocke        | Niemcy     | 109,0 | 9     | 86,7           | pq           |
| 44.     | Georg Späth          | Niemcy     | 106,5 | 10    | 86,7           | Q            |
| 46.     | Tomisław Tajner      | Polska     | 105,5 | 10    | 85,4           | Q            |
| 47.     | Dirk Else            | Niemcy     | 105,5 | 10    | 84,9           | Q            |
| 47.     | Håvard Lie           | Norwegia   | 105,5 | 10    | 84,9           | Q            |
| 49.     | Wojciech Skupień     | Polska     | 109,0 | 10    | 84,7           | Q            |
| 50.     | Siergiej Kożewnikow  | Rosja      | 104,5 | 10    | 81,1           | nq           |
| 51.     | Matej Uram           | Słowacja   | 100,0 | 10    | 75,0           | nq           |
| 52.     | Jan Matura           | Czechy     | 99,5  | 10    | 72,6           | nq           |
| 53.     | Wołodymyr Boszczuk   | Ukraina    | 100,5 | 10    | 72,4           | nq           |
| 54.     | Marco Steinauer      | Szwajcaria | 98,5  | 10    | 72,3           | nq           |
| 55.     | Dušan Oršula         | Słowacja   | 99,0  | 10    | 70,7           | nq           |
| 56.     | Roberto Cecon        | Włochy     | 100,0 | 9     | 70,0           | pq           |
| 57.     | Andrej Łyskawiec     | Białoruś   | 97,0  | 10    | 68,1           | nq           |
| 58.     | Martin Mesík         | Słowacja   | 96,5  | 10    | 66,7           | nq           |
| 59.     | Jaan Jüris           | Estonia    | 97,0  | 10    | 65,1           | nq           |
| 60.     | Wojciech Tajner      | Polska     | 96,5  | 10    | 62,7           | nq           |
| 61.     | Jure Radelj          | Słowenia   | 94,0  | 10    | 58,7           | nq           |
| 62.     | Morten Solem         | Norwegia   | 92,0  | 10    | 58,6           | nq           |
| 63.     | Maciej Maciusiak     | Polska     | 93,0  | 10    | 58,4           | nq           |
| 64.     | Daniel Bachleda      | Polska     | 90,5  | 10    | 54,4           | nq           |
| 65.     | Ján Zelenčík         | Słowacja   | 91,5  | 10    | 52,2           | nq           |
| 66.     | Grzegorz Sobczyk     | Polska     | 89,0  | 10    | 51,7           | nq           |
| 67.     | Iwan Kozłow          | Ukraina    | 88,0  | 10    | 50,4           | nq           |
| 68.     | Georgi Żarkow        | Bułgaria   | 86,5  | 10    | 46,2           | nq           |
| 69.     | Jouko Hein           | Estonia    | 58,0  | 10    | 0,0            | nq           |

Legenda:
pq – zawodnik ma zapewnioną kwalifikację dzięki pozycji w pierwszej „15” klasyfikacji Pucharu Świata
Q – zawodnik zakwalifikował się do konkursu głównego
nq – zawodnik odpadł w kwalifikacjach

### Drugi konkurs indywidualny (20.01.2002)
| Miejsce | Zawodnik             | Państwo    | Skok 1 | Skok 2 | Punkty |
| ------- | -------------------- | ---------- | ------ | ------ | ------ |
| 1.      | Adam Małysz          | Polska     | 131,0  | 123,5  | 262,1  |
| 2.      | Sven Hannawald       | Niemcy     | 130,0  | 125,0  | 261,5  |
| 3.      | Matti Hautamäki      | Finlandia  | 128,5  | 122,0  | 251,9  |
| 4.      | Andreas Widhölzl     | Austria    | 125,5  | 121,5  | 245,1  |
| 5.      | Martin Schmitt       | Niemcy     | 123,0  | 124,0  | 243,6  |
| 6.      | Martin Höllwarth     | Austria    | 122,5  | 122,5  | 241,5  |
| 7.      | Martin Koch          | Austria    | 117,0  | 129,5  | 240,2  |
| 8.      | Wolfgang Loitzl      | Austria    | 119,5  | 122,5  | 235,1  |
| 9.      | Stefan Horngacher    | Austria    | 124,0  | 121,0  | 233,5  |
| 10.     | Robert Kranjec       | Słowenia   | 117,5  | 125,0  | 232,5  |
| 11.     | Risto Jussilainen    | Finlandia  | 117,5  | 123,5  | 229,8  |
| 12.     | Primož Peterka       | Słowenia   | 118,0  | 121,0  | 225,2  |
| 13.     | Andreas Goldberger   | Austria    | 121,5  | 114,5  | 222,8  |
| 14.     | Janne Ahonen         | Finlandia  | 118,5  | 118,0  | 222,7  |
| 15.     | Tomasz Pochwała      | Polska     | 119,5  | 117,0  | 222,2  |
| 16.     | Alexander Herr       | Niemcy     | 120,5  | 115,0  | 218,4  |
| 17.     | Tami Kiuru           | Finlandia  | 121,5  | 111,5  | 213,9  |
| 18.     | Stephan Hocke        | Niemcy     | 117,0  | 115,5  | 212,5  |
| 19.     | Robert Mateja        | Polska     | 115,0  | 115,5  | 208,9  |
| 20.     | Damjan Fras          | Słowenia   | 117,0  | 113,5  | 206,9  |
| 21.     | Blaž Vrhovnik        | Słowenia   | 114,5  | 115,0  | 206,1  |
| 22.     | Roar Ljøkelsøy       | Norwegia   | 116,0  | 112,0  | 204,9  |
| 23.     | Anders Bardal        | Norwegia   | 120,5  | 106,5  | 204,1  |
| 24.     | Veli-Matti Lindström | Finlandia  | 115,0  | 112,5  | 204,0  |
| 25.     | Peter Žonta          | Słowenia   | 113,5  | 114,5  | 203,9  |
| 26.     | Igor Medved          | Słowenia   | 116,0  | 111,0  | 201,6  |
| 27.     | Lars Bystøl          | Norwegia   | 113,0  | 112,0  | 201,0  |
| 28.     | Marcin Bachleda      | Polska     | 114,5  | 111,0  | 196,4  |
| 29.     | Christof Duffner     | Niemcy     | 113,5  | 108,0  | 189,7  |
| 30.     | Dirk Else            | Niemcy     | 115,5  | 91,0   | 155,2  |
| 31.     | Roberto Cecon        | Włochy     | 113,0  | –      | 99,9   |
| 32.     | Sylvain Freiholz     | Szwajcaria | 112,5  | –      | 99,0   |
| 33.     | Wojciech Skupień     | Polska     | 109,5  | –      | 93,6   |
| 34.     | Kristoffer Jåfs      | Szwecja    | 110,0  | –      | 93,5   |
| 35.     | Tomisław Tajner      | Polska     | 109,0  | –      | 92,2   |
| 36.     | Håvard Lie           | Norwegia   | 109,5  | –      | 92,1   |
| 37.     | Dmitrij Żuczichin    | Rosja      | 107,5  | –      | 90,0   |
| 38.     | Georg Späth          | Niemcy     | 108,0  | –      | 89,4   |
| 39.     | Michael Uhrmann      | Niemcy     | 107,5  | –      | 89,0   |
| 40.     | Jakub Janda          | Czechy     | 106,0  | –      | 88,8   |
| 41.     | Grzegorz Śliwka      | Polska     | 106,0  | –      | 86,8   |
| 42.     | Andrzej Galica       | Polska     | 106,0  | –      | 85,8   |
| 43.     | Toni Nieminen        | Finlandia  | 105,5  | –      | 84,9   |
| 44.     | Jaroslav Sakala      | Czechy     | 104,5  | –      | 84,6   |
| 45.     | Michal Doležal       | Czechy     | 102,5  | –      | 79,0   |
| 46.     | Stefan Kaiser        | Austria    | 99,5   | –      | 73,6   |
| 47.     | Krystian Długopolski | Polska     | 97,0   | –      | 68,6   |
| 48.     | Tommy Ingebrigtsen   | Norwegia   | 94,0   | –      | 61,2   |
| 49.     | Łukasz Kruczek       | Polska     | 94,5   | –      | 59,1   |
| 50.     | Paweł Kruczek        | Polska     | 91,5   | –      | 50,7   |

## Składy reprezentacji
Poniżej znajduje się zestawienie składów wszystkich reprezentacji, które uczestniczyły w konkursach Pucharu Świata w skokach narciarskich w Zakopanem w 2002 roku. Z pierwszej piętnastki klasyfikacji generalnej Pucharu Świata na starcie zabrakło Alana Alborna, Simona Ammanna i Kazuyoshiego Funakiego, zajmujących przed zawodami w Polsce odpowiednio piętnastą, ósmą i jedenastą pozycję.
Z uwagi na fakt, iż Polska była gospodarzem zawodów, miała ona prawo do wystawienia w kwalifikacjach dodatkowej liczby dziesięciu zawodników z tzw. kwoty krajowej, przysługującej na dwa konkursy organizowane u siebie. Tym samym do kwalifikacji do każdego z dwóch konkursów na Wielkiej Krokwi przystąpiło 15 reprezentantów Polski.
| Zawodnik             | Data urodzenia       | Pozycja w PŚ | Miejsca w PŚ Zakopane 1999 | Miejsca w PŚ Zakopane 1999 | Miejsca w PŚ Zakopane 2002 | Miejsca w PŚ Zakopane 2002 | Źródło  |
| Zawodnik             | Data urodzenia       | Pozycja w PŚ | I konkurs (18.12.1999)     | II konkurs (19.12.1999)    | I konkurs (19.01.2002)     | II konkurs (20.01.2002)    | Źródło  |
| -------------------- | -------------------- | ------------ | -------------------------- | -------------------------- | -------------------------- | -------------------------- | ------- |
| Austria (7)          |                      |              |                            |                            |                            |                            |         |
| Andreas Goldberger   | 29 listopada 1972    | 9            | 6                          | 7                          | 51                         | 40                         | [ 29 ]  |
| Stefan Horngacher    | 20 września 1969     | 14           | 14                         | 17                         | 35                         | 9                          | [ 30 ]  |
| Martin Höllwarth     | 13 kwietnia 1974     | 4            | q                          | 33                         | 5                          | 6                          | [ 31 ]  |
| Stefan Kaiser        | 15 lutego 1983       | –            | –                          | –                          | 29                         | 46                         | [ 32 ]  |
| Martin Koch          | 22 stycznia 1982     | 12           | q                          | 19                         | 6                          | 7                          | [ 33 ]  |
| Wolfgang Loitzl      | 13 stycznia 1980     | 44           | 21                         | 13                         | 10                         | 8                          | [ 34 ]  |
| Andreas Widhölzl     | 14 października 1976 | 5            | 4                          | 3                          | 3                          | 4                          | [ 35 ]  |
| Białoruś (2)         |                      |              |                            |                            |                            |                            |         |
| Andrej Łyskawiec     | 7 października 1974  | –            | –                          | –                          | 47                         | q                          | [ 36 ]  |
| Aleksandr Swietłow   | 8 kwietnia 1984      | –            | –                          | –                          | q                          | –                          | [ 37 ]  |
| Bułgaria (1)         |                      |              |                            |                            |                            |                            |         |
| Georgi Żarkow        | 10 maja 1976         | –            | –                          | –                          | q                          | q                          | [ 38 ]  |
| Czechy (4)           |                      |              |                            |                            |                            |                            |         |
| Michal Doležal       | 11 marca 1978        | 47           | 7                          | 34                         | q                          | 45                         | [ 39 ]  |
| Jakub Janda          | 27 kwietnia 1978     | 20           | 30                         | 31                         | 49                         | 40                         | [ 40 ]  |
| Jan Matura           | 29 stycznia 1980     | –            | –                          | –                          | 39                         | q                          | [ 41 ]  |
| Jaroslav Sakala      | 14 lipca 1969        | –            | 34                         | 40                         | 33                         | 44                         | [ 42 ]  |
| Estonia (2)          |                      |              |                            |                            |                            |                            |         |
| Jouko Hein           | 23 lutego 1980       | –            | –                          | –                          | q                          | q                          | [ 43 ]  |
| Jaan Jüris           | 23 czerwca 1977      | –            | –                          | –                          | 44                         | q                          | [ 44 ]  |
| Finlandia (8)        |                      |              |                            |                            |                            |                            |         |
| Janne Ahonen         | 11 maja 1977         | 22           | 2                          | 2                          | 34                         | 14                         | [ 45 ]  |
| Jussi Hautamäki      | 20 kwietnia 1979     | 22           | 17                         | 10                         | DNSq                       | –                          | [ 46 ]  |
| Matti Hautamäki      | 14 lipca 1981        | 3            | DNSq                       | –                          | 1                          | 3                          | [ 47 ]  |
| Risto Jussilainen    | 10 czerwca 1975      | 10           | 5                          | 8                          | 13                         | 11                         | [ 48 ]  |
| Ville Kantee         | 8 grudnia 1978       | 50           | 9                          | 6                          | DNSq                       | –                          | [ 49 ]  |
| Tami Kiuru           | 13 września 1976     | 31           | –                          | –                          | 37                         | 17                         | [ 50 ]  |
| Veli-Matti Lindström | 15 listopada 1983    | 16           | –                          | –                          | 18                         | 24                         | [ 51 ]  |
| Toni Nieminen        | 31 maja 1975         | 25           | –                          | –                          | 14                         | 43                         | [ 52 ]  |
| Niemcy (8)           |                      |              |                            |                            |                            |                            |         |
| Christof Duffner     | 16 grudnia 1971      | 21           | –                          | –                          | 25                         | 29                         | [ 53 ]  |
| Dirk Else            | 27 sierpnia 1977     | 45           | –                          | –                          | 12                         | 30                         | [ 54 ]  |
| Sven Hannawald       | 9 listopada 1974     | 2            | –                          | –                          | 2                          | 2                          | [ 55 ]  |
| Alexander Herr       | 4 października 1978  | 36           | 27                         | 23                         | 28                         | 16                         | [ 56 ]  |
| Stephan Hocke        | 20 października 1983 | 6            | –                          | –                          | 19                         | 18                         | [ 57 ]  |
| Martin Schmitt       | 29 stycznia 1978     | 7            | 1                          | 1                          | 4                          | 5                          | [ 58 ]  |
| Georg Späth          | 24 lutego 1981       | 28           | –                          | –                          | 21                         | 38                         | [ 59 ]  |
| Michael Uhrmann      | 16 września 1978     | 32           | 37                         | 46                         | 15                         | 39                         | [ 60 ]  |
| Norwegia (7)         |                      |              |                            |                            |                            |                            |         |
| Anders Bardal        | 24 sierpnia 1982     | 41           | –                          | –                          | 20                         | 23                         | [ 61 ]  |
| Lars Bystøl          | 4 grudnia 1978       | –            | –                          | –                          | 24                         | 27                         | [ 62 ]  |
| Olav Magne Dønnem    | 21 listopada 1980    | –            | 42                         | q                          | 43                         | –                          | [ 63 ]  |
| Håvard Lie           | 21 maja 1975         | –            | –                          | –                          | –                          | 36                         | [ 64 ]  |
| Tommy Ingebrigtsen   | 8 sierpnia 1977      | 38           | 10                         | 21                         | q                          | 48                         | [ 65 ]  |
| Roar Ljøkelsøy       | 31 maja 1976         | 34           | 28                         | 36                         | 38                         | 22                         | [ 66 ]  |
| Morten Solem         | 5 sierpnia 1980      | –            | –                          | –                          | 31                         | q                          | [ 67 ]  |
| Polska (15)          |                      |              |                            |                            |                            |                            |         |
| Daniel Bachleda      | 1 stycznia 1981      | –            | –                          | –                          | q                          | q                          | [ 68 ]  |
| Marcin Bachleda      | 4 września 1982      | –            | q                          | q                          | 46                         | 28                         | [ 69 ]  |
| Krystian Długopolski | 3 sierpnia 1980      | –            | q                          | q                          | q                          | 47                         | [ 70 ]  |
| Andrzej Galica       | 6 czerwca 1980       | –            | –                          | –                          | q                          | 42                         | [ 71 ]  |
| Łukasz Kruczek       | 1 listopada 1975     | –            | q                          | 44                         | 26                         | 49                         | [ 72 ]  |
| Paweł Kruczek        | 1 stycznia 1983      | –            | q                          | q                          | q                          | 50                         | [ 73 ]  |
| Maciej Maciusiak     | 28 marca 1982        | –            | q                          | q                          | q                          | q                          | [ 74 ]  |
| Adam Małysz          | 3 grudnia 1977       | 1            | 13                         | 38                         | 7                          | 1                          | [ 75 ]  |
| Robert Mateja        | 5 października 1974  | 51           | 40                         | 49                         | 9                          | 19                         | [ 76 ]  |
| Tomasz Pochwała      | 7 maja 1983          | 54           | q                          | q                          | 17                         | 15                         | [ 77 ]  |
| Wojciech Skupień     | 9 marca 1976         | 62           | 46                         | q                          | 40                         | 33                         | [ 78 ]  |
| Grzegorz Sobczyk     | 10 lutego 1981       | –            | q                          | –                          | q                          | q                          | [ 79 ]  |
| Grzegorz Śliwka      | 19 kwietnia 1982     | –            | q                          | q                          | 48                         | 41                         | [ 80 ]  |
| Tomisław Tajner      | 14 maja 1983         | 56           | q                          | q                          | 41                         | 35                         | [ 81 ]  |
| Wojciech Tajner      | 24 czerwca 1980      | –            | –                          | q                          | q                          | q                          | [ 82 ]  |
| Rosja (2)            |                      |              |                            |                            |                            |                            |         |
| Siergiej Kożewnikow  | 1 lutego 1982        | –            | –                          | –                          | q                          | q                          | [ 83 ]  |
| Dmitrij Żuczichin    | 28 listopada 1980    | –            | –                          | –                          | 45                         | 37                         | [ 84 ]  |
| Słowacja (4)         |                      |              |                            |                            |                            |                            |         |
| Martin Mesík         | 17 października 1979 | –            | q                          | q                          | 36                         | q                          | [ 85 ]  |
| Dušan Oršula         | 23 sierpnia 1979     | –            | –                          | q                          | q                          | q                          | [ 86 ]  |
| Matej Uram           | 30 maja 1983         | –            | –                          | –                          | q                          | q                          | [ 87 ]  |
| Ján Zelenčík         | 17 października 1979 | –            | q                          | q                          | q                          | q                          | [ 88 ]  |
| Słowenia (7)         |                      |              |                            |                            |                            |                            |         |
| Damjan Fras          | 21 lutego 1973       | 30           | 49                         | 26                         | 21                         | 20                         | [ 89 ]  |
| Robert Kranjec       | 16 lipca 1981        | 26           | –                          | –                          | 8                          | 10                         | [ 90 ]  |
| Igor Medved          | 9 marca 1981         | 51           | –                          | –                          | 30                         | 26                         | [ 91 ]  |
| Primož Peterka       | 28 lutego 1979       | 33           | DNSq                       | DNSq                       | 15                         | 12                         | [ 92 ]  |
| Jure Radelj          | 26 listopada 1977    | –            | –                          | –                          | q                          | q                          | [ 93 ]  |
| Blaž Vrhovnik        | 8 maja 1981          | –            | 24                         | 17                         | 23                         | 21                         | [ 94 ]  |
| Peter Žonta          | 9 stycznia 1979      | 17           | 18                         | 16                         | 10                         | 25                         | [ 95 ]  |
| Szwajcaria (2)       |                      |              |                            |                            |                            |                            |         |
| Sylvain Freiholz     | 23 listopada 1974    | 57           | 26                         | 35                         | 42                         | 32                         | [ 96 ]  |
| Marco Steinauer      | 13 kwietnia 1976     | –            | 48                         | 50                         | 50                         | q                          | [ 97 ]  |
| Szwecja (1)          |                      |              |                            |                            |                            |                            |         |
| Kristoffer Jåfs      | 30 lipca 1980        | 51           | –                          | –                          | 32                         | 34                         | [ 98 ]  |
| Ukraina (2)          |                      |              |                            |                            |                            |                            |         |
| Wołodymyr Boszczuk   | 3 sierpnia 1982      | –            | q                          | q                          | q                          | q                          | [ 99 ]  |
| Iwan Kozłow          | 6 maja 1978          | –            | q                          | q                          | q                          | q                          | [ 100 ] |
| Włochy (1)           |                      |              |                            |                            |                            |                            |         |
| Roberto Cecon        | 28 grudnia 1971      | 12           | 36                         | 28                         | 27                         | 31                         | [ 101 ] |

Legenda:
q – zawodnik nie zakwalifikował się do konkursu głównego;
- – zawodnik nie został zgłoszony do kwalifikacji.
DNSq – zawodnik został zgłoszony do kwalifikacji, ale nie wystartował w nich.